# Кузнецов Віталій Володимирович
Кузнецов Віталій Володимирович (Vitalii Kuznetsov) (нар. 26 серпня 1976, місто Глухів Сумської області) — український правознавець, доктор юридичних наук (2014), професор (2015).

## Освіта
- У 1993-1997 роках навчався на посаді слухача в Національній академії внутрішніх справ України (НАВС) за спеціальністю «правознавство». За результатами навчання присвоєно кваліфікацію спеціаліста «юрист», диплом з відзнакою від 21 червня 1997 р.
- У 1997-1999 роках навчався в ад'юнктурі Національної академії внутрішніх справ.
- Постійно підвищував кваліфікацію в: правоохоронних органах, Верховному Суді України, НАВС, у Вищій школі громадської та особистої безпеки «АПЕЙРОН» (Краків) (2.05-04.05.2017), сертифікат участі в курсі «Охорона масових заходів» (№ 4/05/2017), у Центрі розвитку кадрового потенціалу навчального закладу Сумського державного університету (25.08.-31.08.2020; програма «Організація дистанційного навчання в закладах освіти з використанням навчальної платформи «Moodle», обсягом 30 год, свідоцтво про підвищення кваліфікації ПК № 05408289/1536-20), у Навчально-науковому інституті неперервної освіти Національного педагогічного університету імені М.П. Драгоманова (05.10-23.10.2020; програма «Інновації у навчанні правознавчих дисциплін» обсягом 180 год; свідоцтво про підвищення кваліфікації № 12 СС 02125295/062513-ЛО), у КНУ імені Тараса Шевченка  за програмою «Курс підвищення кваліфікації та розвитку педагогічних компетентностей викладачів» (сертифікат від 9.06.2021, обсягом 30 год., з 31 травня до 8 червня 2021 р.).

## Професійна діяльність
- З 1997 р. — слідчий слідчого відділення Зарічного РВ Сумського МУ УМВС України в Сумській обл.
- З 1999 р. працював у НАВС України (НАВС): викладачем, ст. викладачем каф. розкриття злочинів; заст. нач. каф. крим. права та процесу, доц. каф. крим. права, проф. каф. крим. права.
- З 2016 р. — професор, зав. каф. гуманітарних та заг.-правов. дисциплін, Ін-ту Управління держ. охорони України Київ. нац. ун-ту ім. Тараса Шевченка.
- З 2022 р. — провідний науковий співробітник, головний науковий співробітник відділу науково-правових експертиз Інституту правотворчості та науково-правових експертиз НАН України.
- У різні часи викладав кримінально-правові дисціпліни за сумісництвом у Національному університеті «Києво-Могилянська академія», Національному педагогічному університеті імені М.П. Драгоманова, ПВНЗ Європейський університет.
- Полковник міліції в запасі.

## Наукова діяльність
- У 2000 році захистив канд. дис. за темою «Кримінально-правові норми про відповідальність за крадіжку як інститут кримінального законодавства» (науковий керівник — д.ю.н., професор В. М. Смітієнко).Диплом кандидата юридичних наук ДК № 010889 від 13 червня 2001 р. (НАВС України).
- У 2014 р. — докторську дисертацію за темою «Кримінально-правова охорона громадського порядку та моральності» за спеціальністю 12.00.08 Кримінальне право та кримінологія; кримінально-виконавче право (науковий консультант — д.ю.н., професор В. І. Шакун). Диплом доктора наук № 003787 від 31 жовтня 2014 р. (Національна академія прокуратури України Генеральної прокуратури України).
- У 2005 р. присвоєне вчене звання доцента (атестат від 17 лютого 2005 р., ДЦ № 010179).
- У 2015 р. присвоєне вчене звання професора (атестат від 28 квітня 2015 р.,12 ПР № 010419).
- Член спеціаліз. вченої ради Д 26.150.01 в Київському університеті інтелектуальної власності та права.
- Був членом спеціаліз. вченої ради Нац. акад. внутр. справ Д 26.007.03 за спеціальністю 12.00.08 та Київ. нац. ун-ту імені Тараса Шевченка Д 26.001.05 за спеціальністю 12.00.08 / 12.00.09 / 12.00.10, вченої ради Київ. нац. ун-ту імені Тараса  Шевченка.
- Є членом редколегії рецензованого наукового журналу юридичного спрямування «Нове українське право» та наукового журналу Судово-експертного центра Міністерства Юстиції  Азербайджанської Республіки "Məhkəmə ekspertizası, kriminalistika və kriminologiyanın aktual məsələləri” ("Актуальні питання судової експертизи, криміналістики та кримінології").
- Був членом Науково-консультативної ради при Державному бюро розслідувань (2018-2021).
- У 2018 році обраний заступником керівника Київського регіонального відділення ГО «Всеукраїнська асоціація кримінального права».
- Свій практичний і науковий досвід утілив у підготовку близько 20 законопроектів. Зокрема підготовлені висновки на звернення Конституційного Суду України щодо проектів рішень з чотирьох питань конституційного провадження; Верховного Суду України — щодо п'яти проектів постанов Пленуму. Брав участь у розробленні наказів, вказівок, пам'яток, інструкцій і методичних рекомендацій МВС України та УДО України.
- Має досвід виступів у програмах радіостанцій України з професійної проблематики.
- Контактні дані та наукові цифрові ідентифікатори

email: vitaliykuznetsov@ukr.net
ORCID: https://orcid.org/0000-0003-1727-4019
Scopus: https://www.scopus.com/authid/detail.uri?authorId=57685605600
Web of Science: https://www.webofscience.com/wos/author/record/JFK-9527-2023
https://scholar.google.com.ua/citations?hl=uk&user=Lznr6KEAAAAJ&pagesize=100&scilu=&scisig=AM0yFCkAAAAAZZv-m5wBUOq1Nzis9u8Qryr-GjI&gmla=AH70aAWOES0zIjO6Ep9-NwG5hp6GiM9MVa2cT8V1kFHPwivivaYwosWIwiTUD2E4j22dHyY4Zrnnv7Jzt8Dt4dRN1uam3g9g1Y_ZL5lJ4c6H1I3csYQcku1WLN9pgmtj24m5YcoL9zFo5kOiMEUfRvJzo7PbR8QtXWKMM-Z1wfQN&sciund=17525995997188494034

## Наукові праці

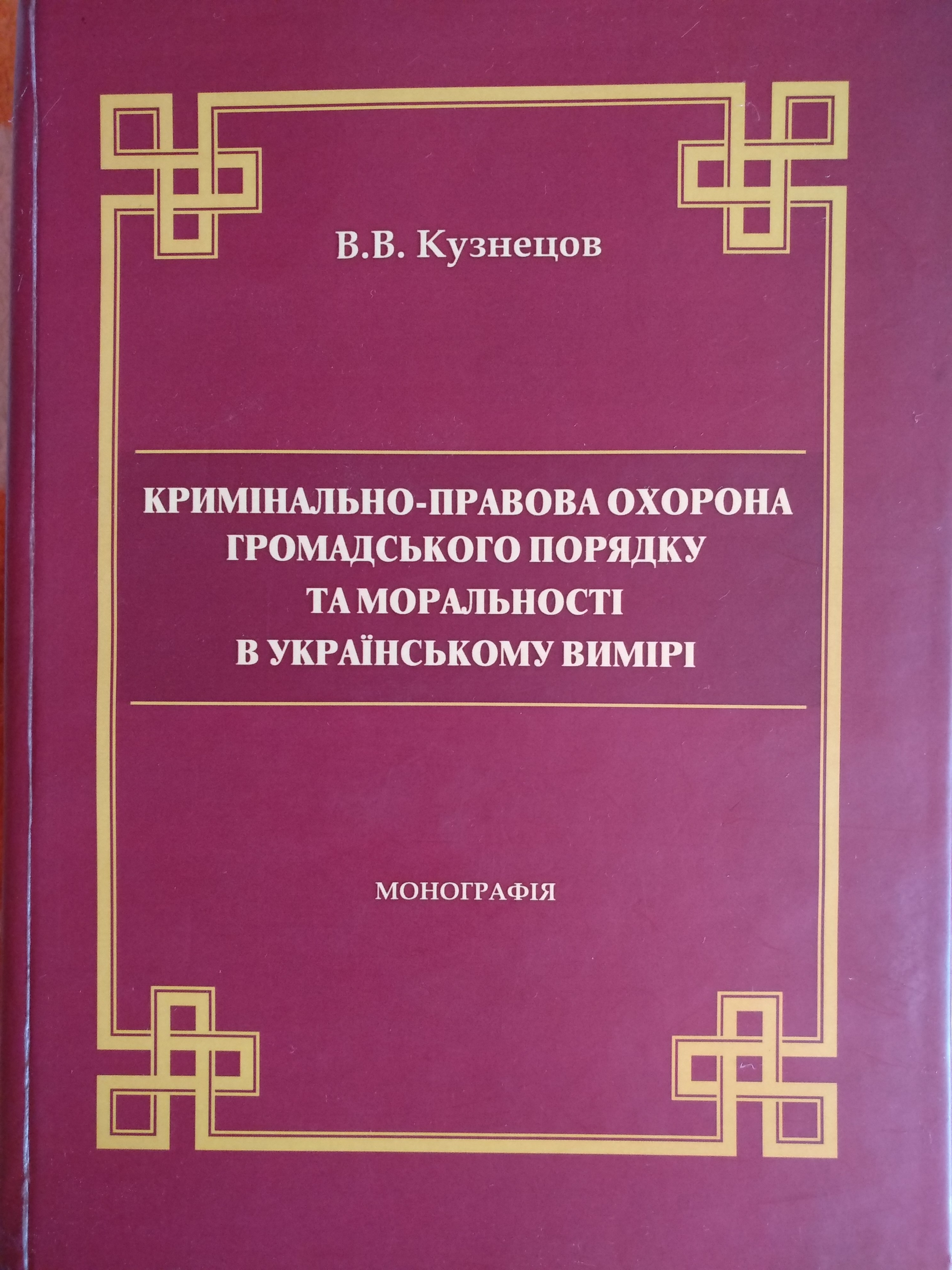
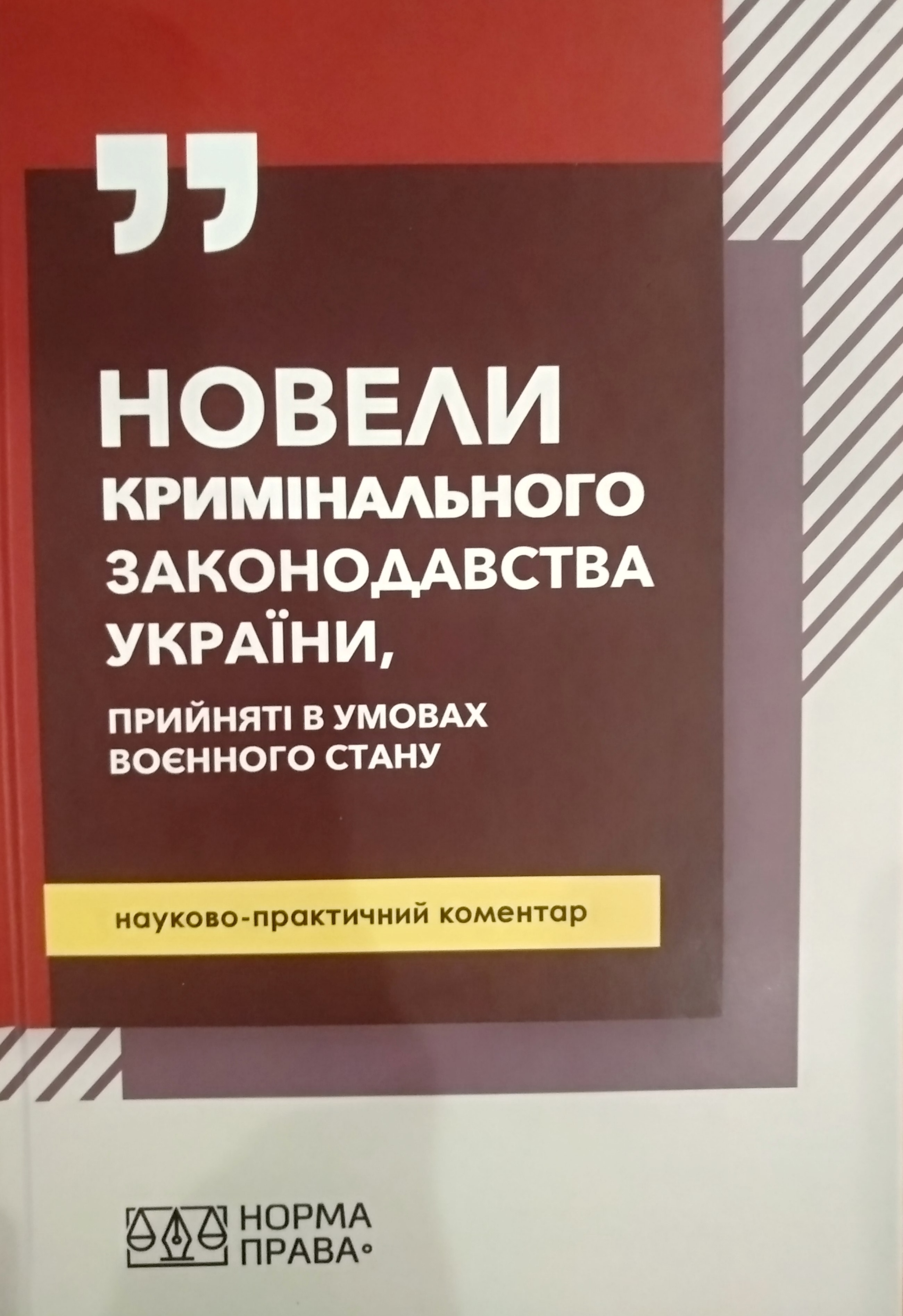
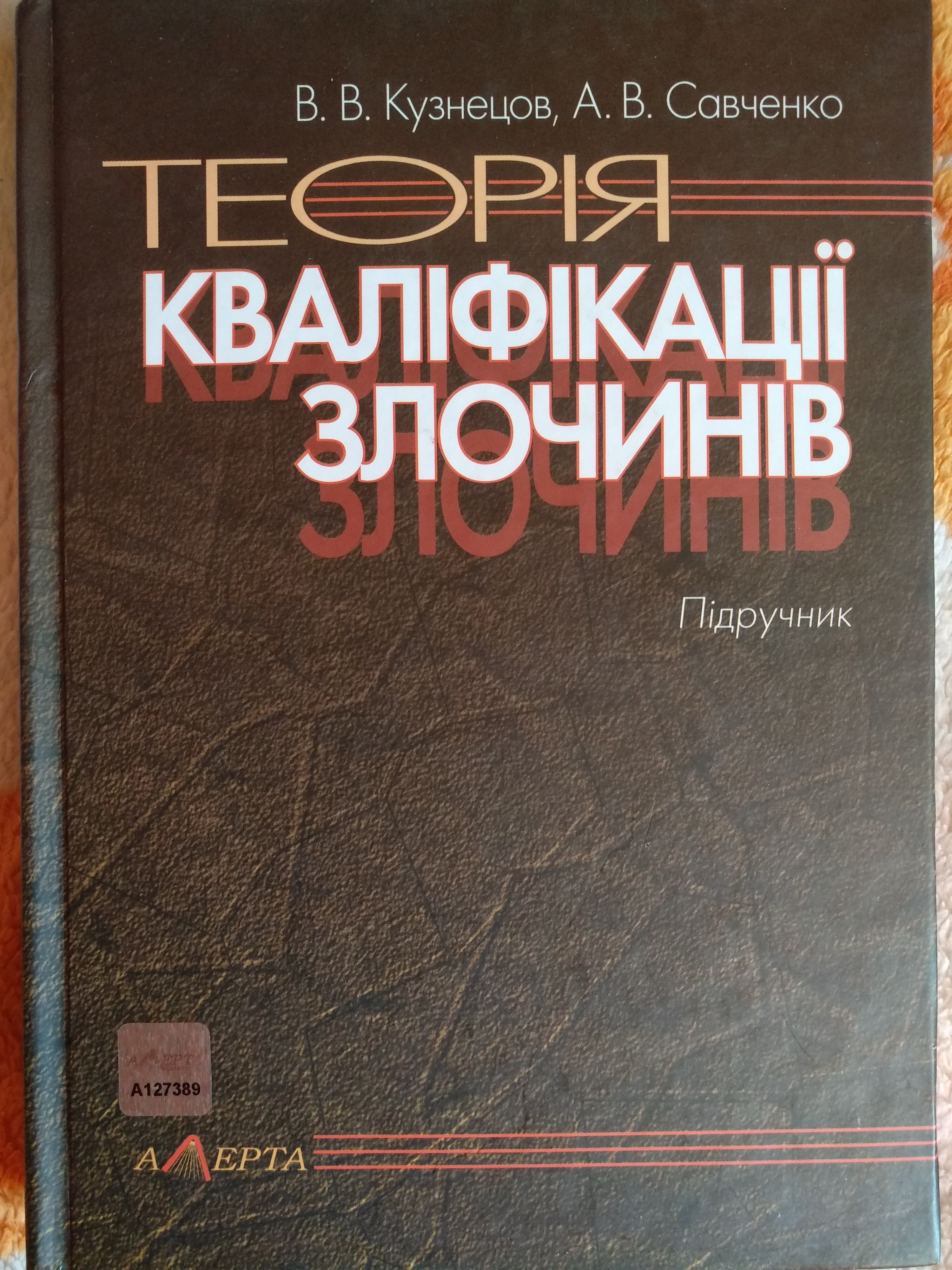
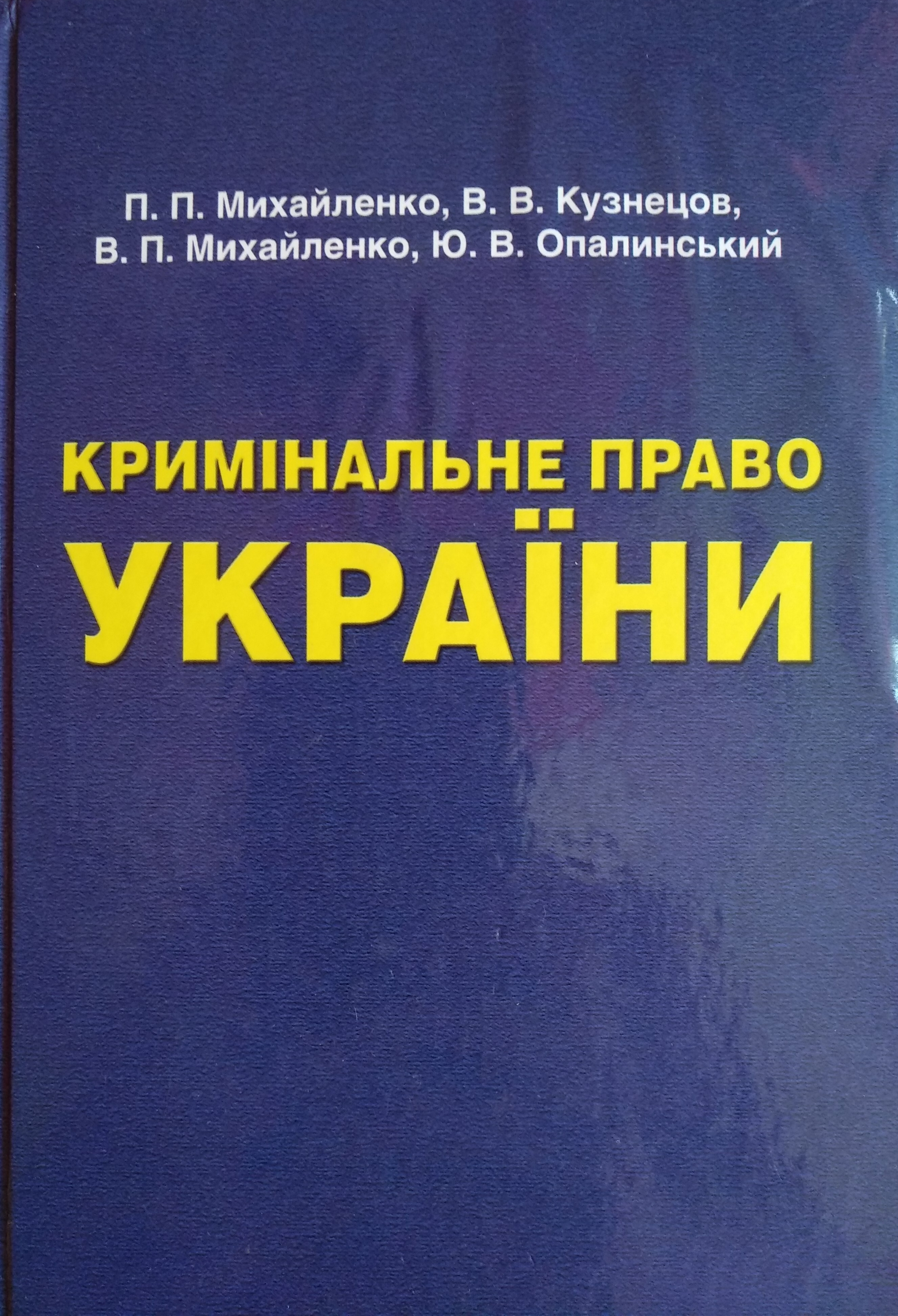
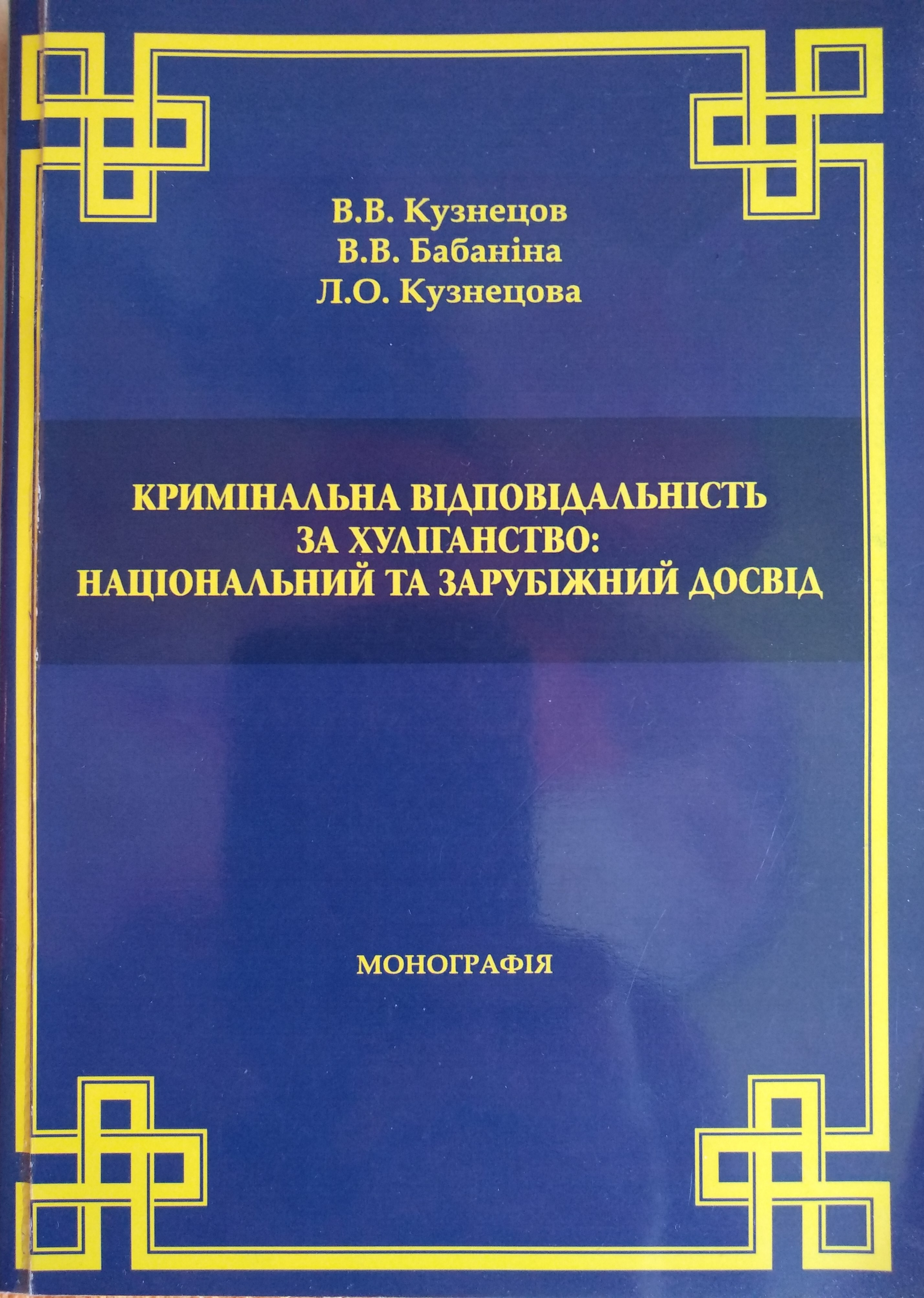
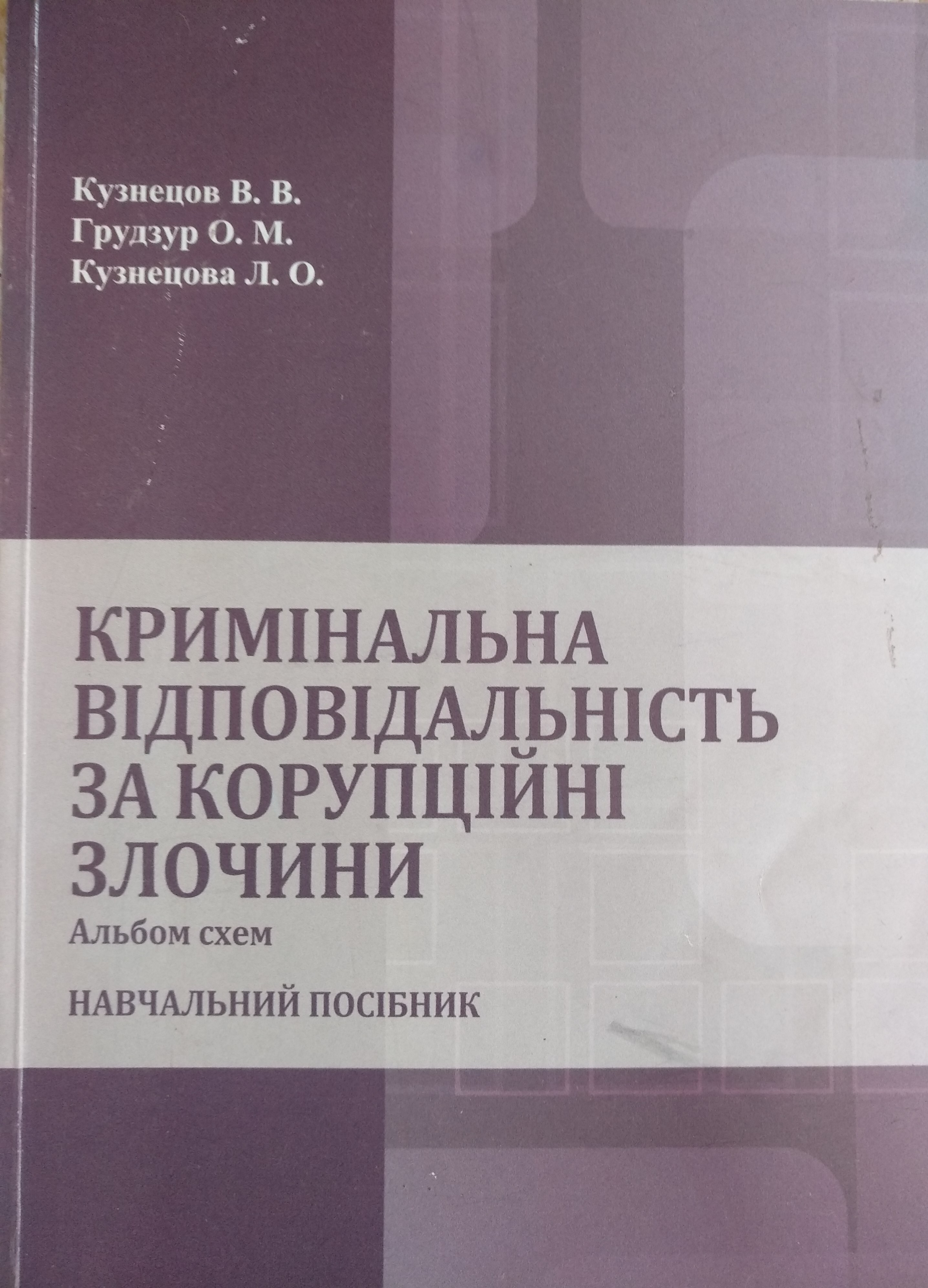
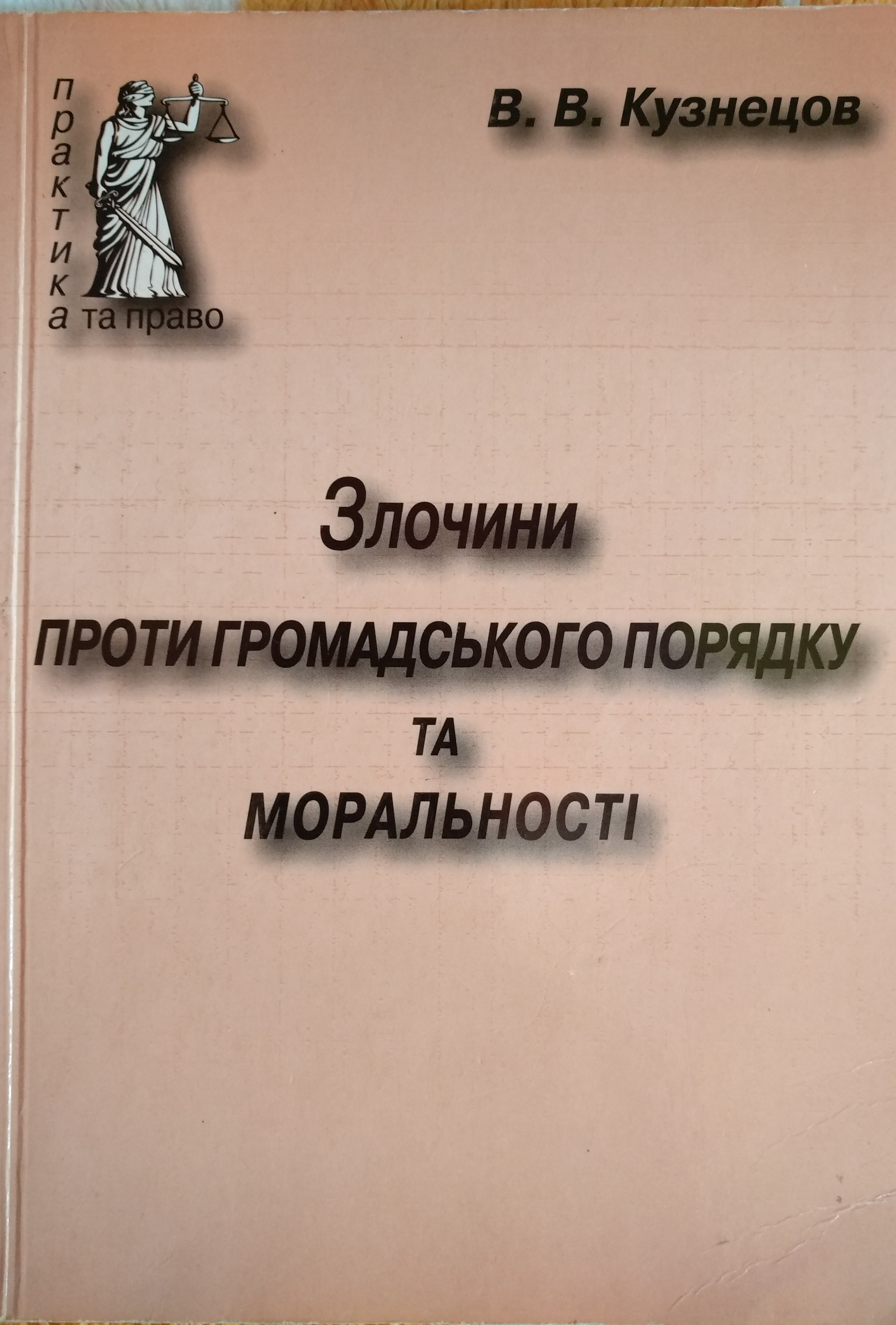
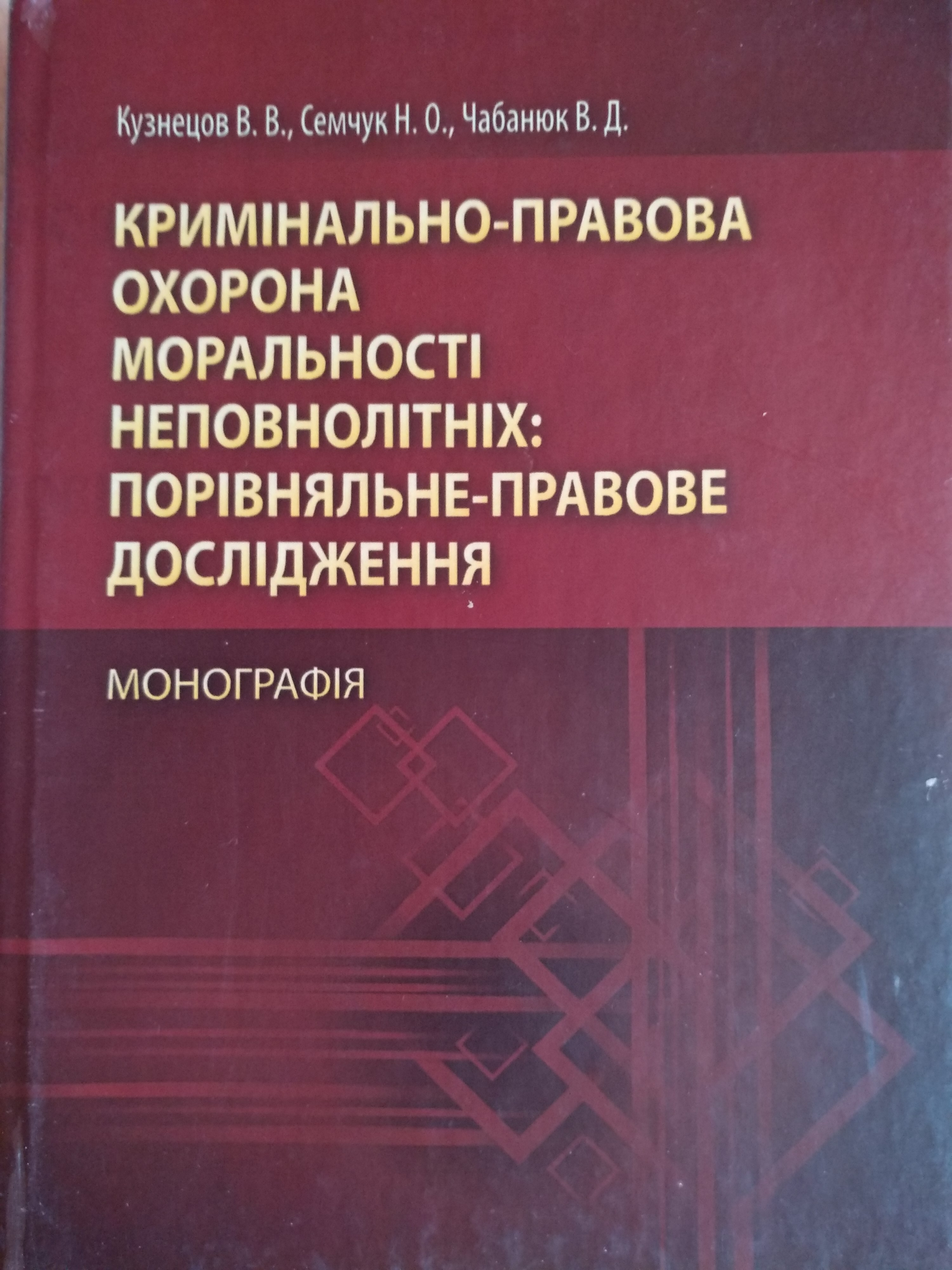
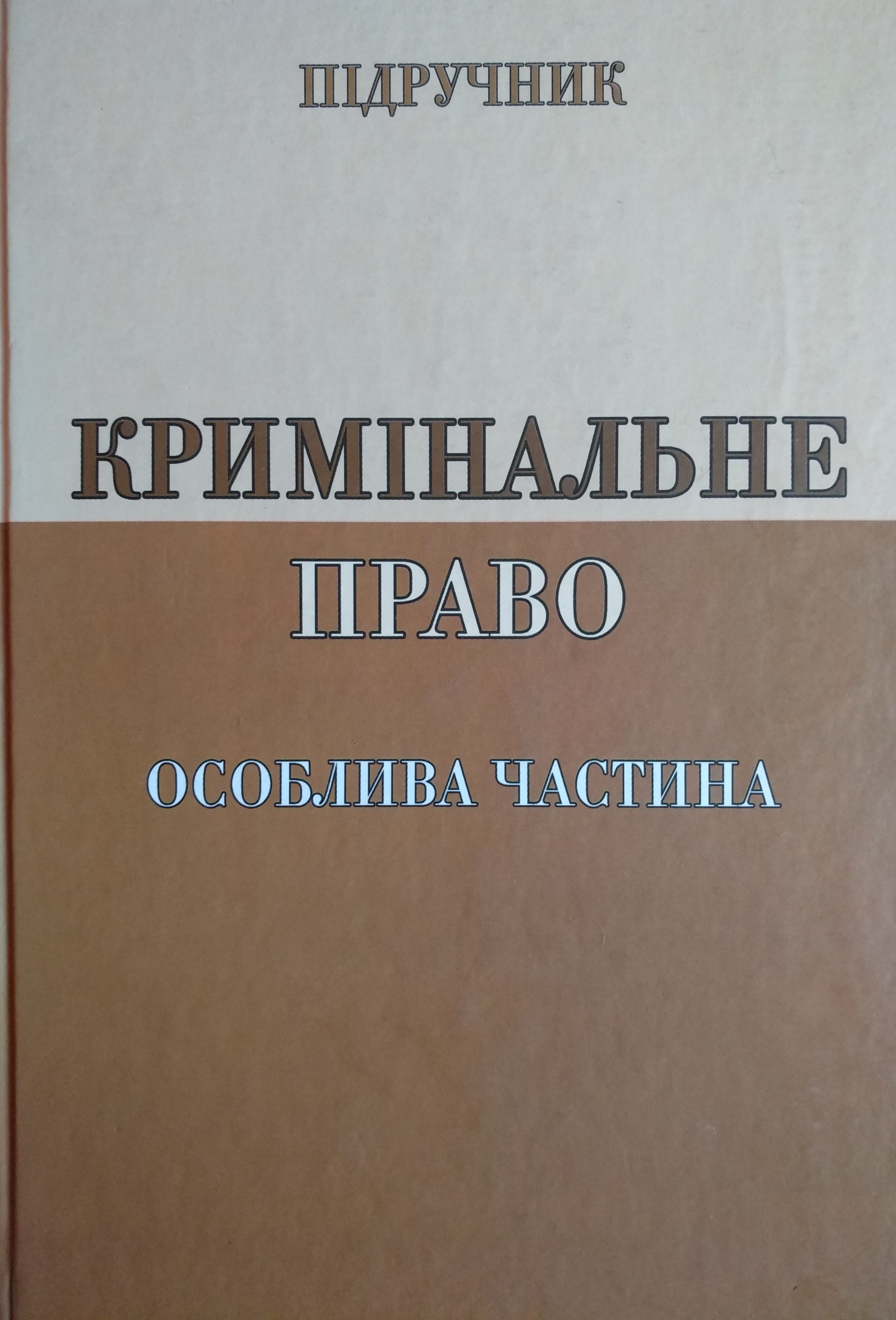
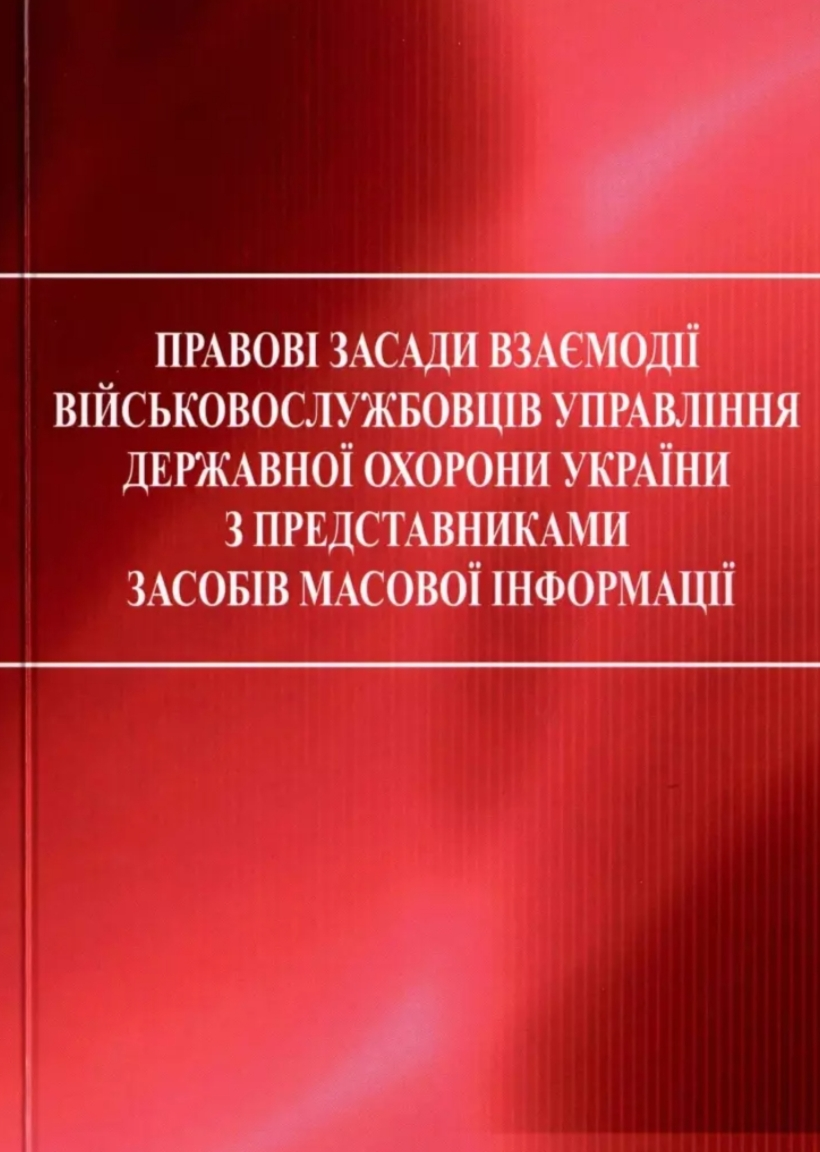
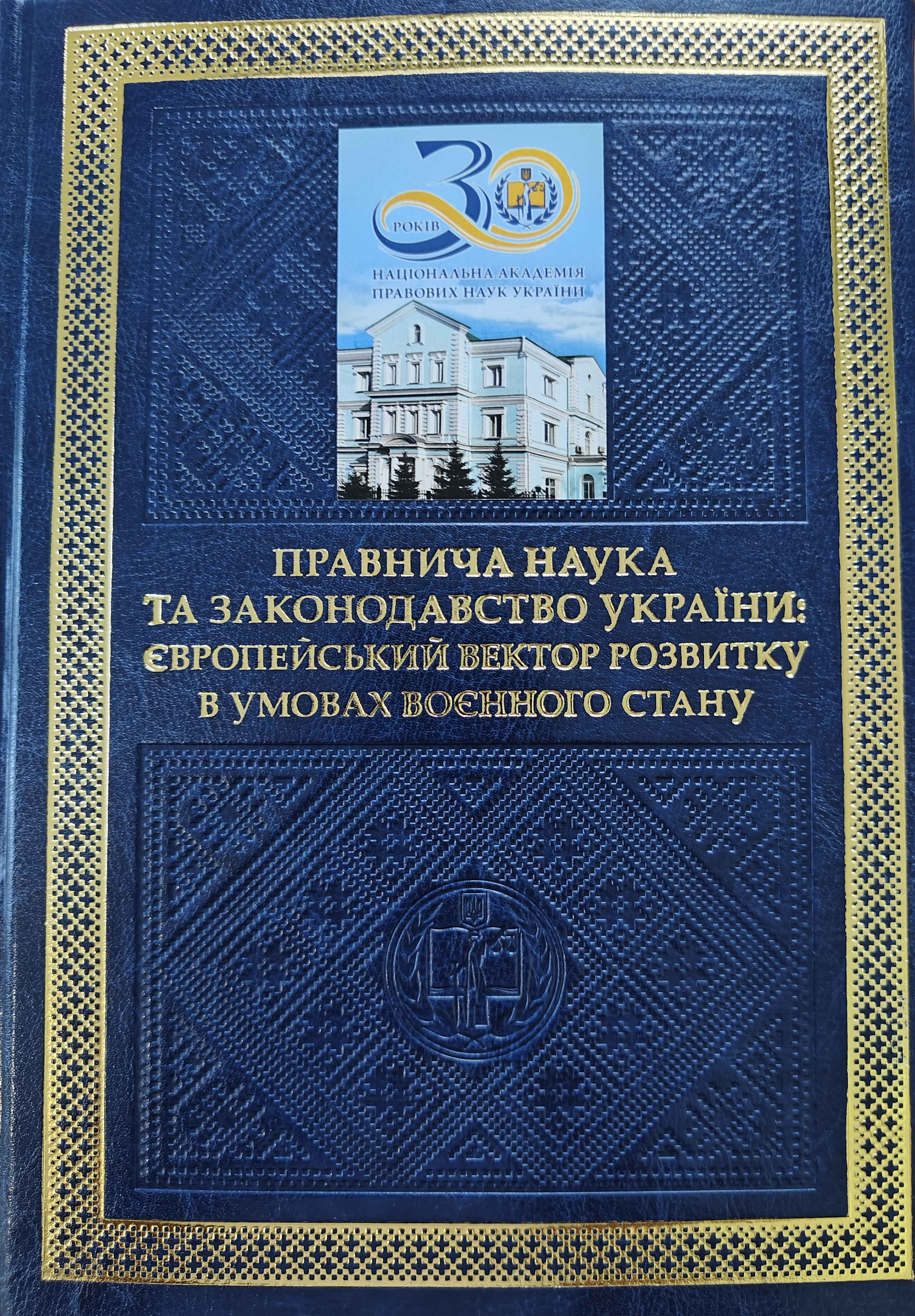
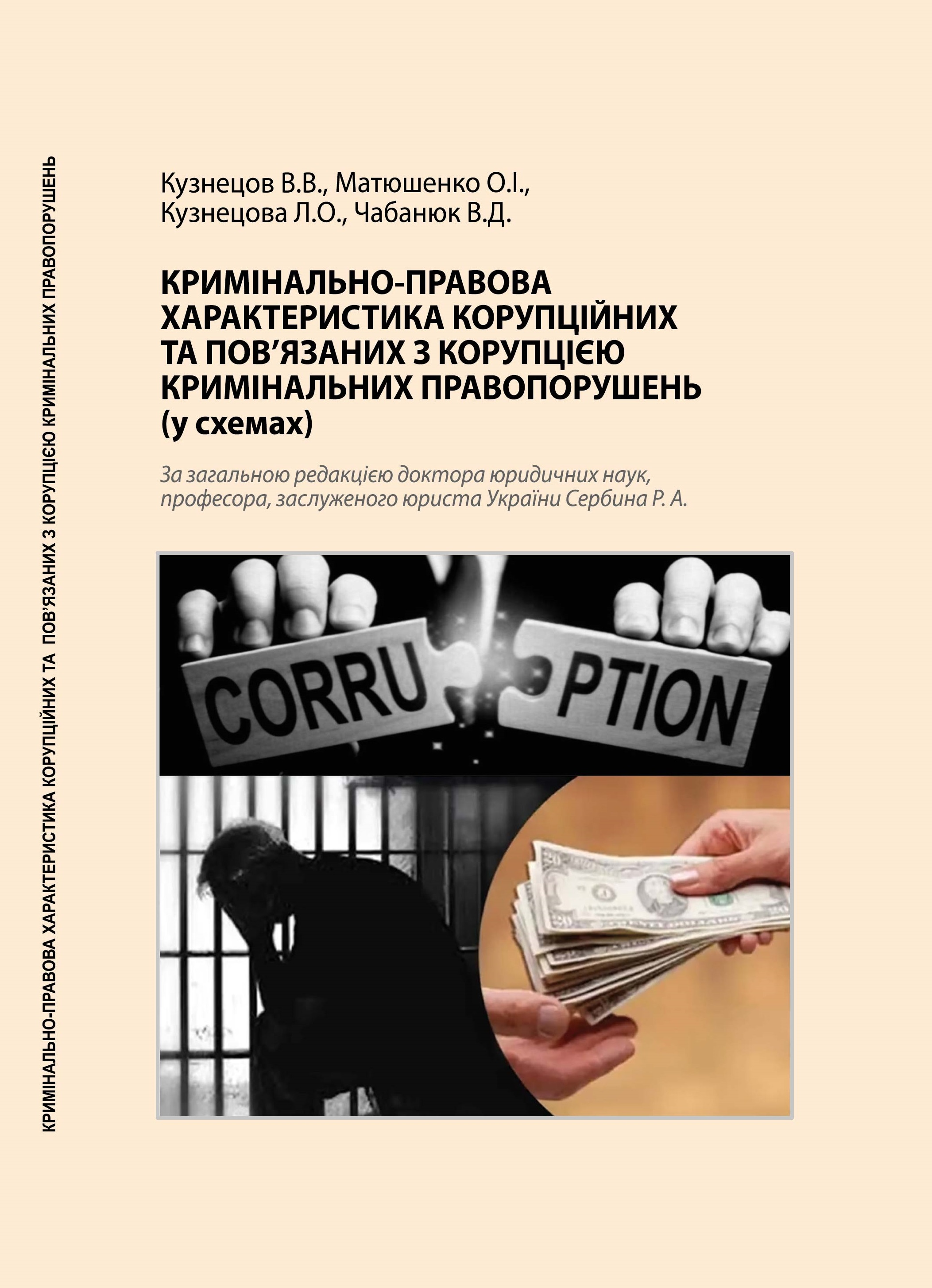

- За період наук.-педагогічної діяльності підготував 360 наукових та начальних праць (одноособово та у співавт.), серед яких 10 моногр. та  32 підручників, навч. і практичних посібників, хрестоматій, курсів лекцій.
- Осн. праці: монографії — «Кримінальна відповідальність за крадіжки» (2005), «Рецидивна злочинність в Україні» (2009, у співавт.), «Кримінальна відповідальність за притягнення як обвинуваченого завідомо невинуватої особи» (2011, у співавт.), «Кримінальна відповідальність за зґвалтування та насильницьке задоволення статевої пристрасті неприродним способом» (2012, у співавт.), «Кримінально-правова охорона громадського порядку та моральності в українському вимірі» (2012), «Кримінальна відповідальність за хуліганство: національний та зарубіжний досвід» (2013, у співавт.), «Кримінально-правова охорона моральності неповнолітніх: порівняльно-правове дослідження» (2017, у співавт.); підручники — «Теорія кваліфікації злочинів» (2006, 2007, 2011, 2012, 2013, у співавт.), «Кримінальне право України. Загальна частина» (2012, у співавт.), «Кримінальне право України. Особлива частина» (2012, 2013, у співавт.); мультимедійні навч. посіб. — «Кримінальне право України. Загальна частина» (2011, у співавт.), «Кримінальне право України. Особлива частина» (2012, у співавт.), навч. посіб - «Засади запобігання та протидії корупції в Україні»(2015, у співавт.), «Кримінальна відповідальність за корупційні злочини. Альбом схем» (2017, у співавт.), «Перший проект Кримінального кодексу незалежної України (1992–1998 рр.) : хрестоматія» (2022, у співавт.), «Новели кримінального законодавства України, прийняті в умовах воєнного стану : наук.-практ. комент.» (2022, у співавт.), «Правове забезпечення оперативно-розшукової діяльності : хрестоматія» (2023, за заг. ред.), «Кримінальний процес України : Тестові завдання : навч. посіб.» (2022, у співавт., за заг. ред.). Є співавтором наук.-практичного коментаря до КК України (2016, 2018, у співавт.) та Великої української юридичної енциклопедії (т. 17 (2017), 18 (2019)).

### Вибрані наукові праці

#### Монографії
- Кримінальна відповідальність за крадіжки : Монографія / Кузнецов В. В. ; [Передмова В. М. Смітієнко]. – К. : Вид. Паливода А.В., 2005. 158 с.
- Рецидивна злочинність в Україні : Монографія / Михайленко П. П., Кузнецов В. В., Михайленко В. П. ; За заг. ред. докт. юрид. наук, проф. П. П. Михайленка. К. : ВБ “Аванпост-прим”, 2009. – 168 с.
- Кримінальна відповідальність за притягнення як обвинуваченого завідомо невинуватої особи : Монографія / В. В. Кузнецов, М. В. Сийплокі / За заг. ред. д.ю.н., проф. В. І. Шакуна ; Передмова Г. О. Усатого. Ужгород : ЗакДУ, 2011. 284 с.[5]
- Кримінальна відповідальність за зґвалтування та насильницьке задоволення статевої пристрасті неприродним способом : монографія / А. В. Савченко, В. В. Кузнецов, Д. П. Москаль, М. В. Сийплокі ; за заг. ред. д.ю.н., проф. О. М. Джужи. Ужгород : ТОВ «ІВА», 2012. – 272 с.[6]
- Кузнецов В. В. Кримінально-правова охорона громадського порядку та моральності в українському вимірі: Монографія / Кузнецов В. В. — К. : ТОВ НВП «Інтерсервіс», 2012.  908 с.
- Кримінальна відповідальність за хуліганство: національний та зарубіжний досвід: Монографія / Кузнецов В. В., Бабаніна В. В., Кузнецова Л. О. — К. : ТОВ НВП «Інтерсервіс», 2013.  268 с.[7]
- Кримінально-правова охорона моральності неповнолітніх: порівняльно-правове дослідження: монографія / Кузнецов В. В., Семчук Н. О., Чабанюк В. Д. — К.: ФОП Кандиба Т. П., 2017.  278 с.[8]
- Громадянське суспільство та правова держава: виклики сьогодення : монографія / за заг. ред. О. О. Кота, А. Б. Гриняка, Л. Ф. Купіної, В. І. Шакуна. Київ : Алерта, 2023. 304 с.
- Правнича наука та законодавство України: європейський вектор розвитку в умовах воєнного стану : монографія / редкол.: В.А. Журавель (співголова), О.М. Бандурка та ін. ; Нац. акад. прав. наук України. Харків : Право,2023 С. 436–454.
- Актуальні питання кримінально-правової кваліфікації: Liber Amicorum на честь професора Петра Андрушка. Уклад. А.А. Стрижевська, К.П. Задоя та ін. Київ : Юрінком Пресс, 2025. 300 с.

#### Навчальні видання
- Кримінальне право України. Тестові завдання з відповідями : Навч. посібник / Осадчий В. І., Плугатир В. С., Кузнецов В. В. ; За заг. ред. В. І. Осадчого.  К. : Атіка, 2002.  208 с.
- Сучасне кримінальне право України: Курс лекцій / Савченко А. В., Кузнецов В. В., Штанько О. Ф. – [2-е вид.]. Київ: Вид. Паливода А. В., 2006.  636 с.
- Кримінальне право України. Загальна частина: Навч. посібник / Михайленко П. П., Кузнецов В. В., Михайленко В. П., Опалинський Ю. В.; [За ред. П. П. Михайленка]. Київ : СПД Карпук С.В. 2006. 440 с.
- Нове кримінальне законодавство та постанови Пленуму Верховного Суду України (2001–2007 р.р.) / [авт. наук. ст. та упоряд. В. В. Кузнецов]. Київ: Паливода А. В., 2007. 220 с.
- Кузнецов В. В. Злочини проти громадського порядку та моральності: [практ. посіб.] / Кузнецов В. В.; за заг. ред. В. І. Шакуна. Київ: Паливода А.В., 2007. 160 с. (Практика та право).
- Кузнецов В. В. Кримінальне право України: Посіб. для підготовки до іспитів / Кузнецов В. В., Савченко А. В.; За заг. ред. О. М. Джужи. Київ: Вид. ПАЛИВОДА А. В., 4-е вид. 2009. 304 с.
- Кваліфікація злочинів, підслідних органами внутрішніх справ: навч. посібник / [В. В. Коваленко, О. М. Джужа, А. В. Савченко, І. А. Вартилецька, Е. М. Кісілюк, О. В. Кришевич, В. В. Кузнецов, О. В. Микитчик, В. О. Останін, О. В. Смаглюк]; за заг. ред. В. В. Коваленка; за наук. ред. О. М. Джужи та А. В. Савченка. Київ: Атіка, 2011. 648 с.
- Кримінальне право України: Курс тестових завдань: Навч. посіб. / О. М. Джужа, В. В. Кузнецов, В. І. Осадчий, В. С. Плугатир, М. В. Сийплокі ; За заг. ред. д.ю.н., проф. В. В. Коваленка. Київ: КНТ; Самміт-Книга, 2012. 368 с.
- Протидія кіберзлочинності в Україні: правові та організаційні засади: Навч. посіб. Київ: Вид. Дім “Скіф”, 2012. 736 с.
- Кримінальне право (Особлива частина): підручник / [Беніцький А. С., Бодаєвський В. О., Болдарь Г. Є., Гацелюк В. О., Гнєтнєв В. О., Кузнецов В. В., та ін.]; за ред. О. О. Дудорова, Є. О. Письменського. Т. 2. Луганськ: Вид-во “Елтон – 2”, 2012. 780 с.
- Кузнецов В. В.,. Савченко А. В. Теорія кваліфікації злочинів: [підруч.] / за заг. ред. докт. юрид. наук, проф. В. І. Шакуна. [5-те вид., переробл.]. Київ: Алерта, 2013. 320 с.
- Кримінальне право (Особлива частина): підручник / за ред. О.О. Дудорова, Є.О. Письменського. [2-ге вид.] Київ: «ВД «Дакор», 2013. 786 с.
- Основи правових знань: посіб. / [Гусарєв С. Д., Горова О. Б., Свиридюк Н. П. та ін.]. – Київ: Нац. акад. внутр. справ, 2014.  С. 188–208.
- Науково-практичний коментар Кримінального кодексу України / Д.С. Азаров, В.К. Грищук, А.В. Савченко [та ін.]; За заг. ред. О. М. Джужі, А. В. Савченка, В. В. Чернєя; НАВС.  Київ.: Юрінком Інтер, 2016. 1064 с.
- Антикорупційна політика в Україні: структурно-логічні схеми: навч. посіб. / [В. І. Василинчук, С. С. Чернявський, І. М. Купранець та ін.]. Київ: Нац. акад. внутр. справ, ФОП Кандиба Т. П.  2016. 116 с.
- Кримінальна відповідальність за корупційні злочини. Альбом схем: Навч. посіб. / Кузнецов В. В., Грудзур О. М., Кузнецова Л. О. К.: Інститут УДО України КНУ імені Тараса Шевченка, 2017. 82 с.
- Кузнецов В. В. (підрозділи 2.2, 3.2) Правові засади взаємодії військовослужбовців Управління державної охорони України з представниками засобів масової інформації: навчальний посібник / Горова О. Б. та ін.– Ужгород: РІК-У. — 2021. — 224 с.[9]
- Кузнецов В.В. Виконання обов’язку щодо захисту Вітчизни, незалежності та територіальної цілісності України (ст. 43-1 КК). Новели кримінального законодавства України, прийняті в умовах воєнного стану : наук.-практ. комент. / А. А. Вознюк, О. О. Дудоров, Р. О. Мовчан, С. С. Чернявський та ін. ; за ред. А. А. Вознюка, Р. О. Мовчана, В. В. Чернєя. Київ : Норма права, 2022. С. 13–35.[10]
- Кузнецов В.В. Виключення кримінальної відповідальності цивільних осіб за застосування вогнепальної зброї проти агресора (п. 22 розділу II Прикінцевих та перехідних положень КК). Новели кримінального законодавства України, прийняті в умовах воєнного стану : наук.-практ. комент. / А. А. Вознюк, О. О. Дудоров, Р. О. Мовчан, С. С. Чернявський та ін. ; за ред. А. А. Вознюка, Р. О. Мовчана, В. В. Чернєя. Київ : Норма права, 2022. 278 с. С. 236–244.[10]
- Кримінальний процес України : Тестові завдання : навч. посіб. / Сийплокі М.В., Кузнецов В.В., Ступник Я.В., Черниченко І. В., Мацола А.А., Реплюк Н.М. ; за заг. ред. д.ю.н., проф. В.В. Кузнецова. Ужгород : РІК-У. 2023. 248 с[11].
- Кузнецов В. В. Закон України «Про внесення змін до Кримінального кодексу України  щодо удосконалення відповідальності за катування» від 1 грудня 2022 р. № 2812–IX. Закони воєнного стану (аналітичне дослідження) / упорядники О. О. Кот, А. Б. Гриняк, Л. В. Красицька. Одеса : Вид-во «Юридика», 2023. С. 181–185[12].
- Кузнецов В. В. Закон України «Про ратифікацію Додаткового протоколу до Конвенції Ради Європи про запобігання тероризму» від 20 вересня 2022 р. № 2589-IX. Закони воєнного стану (аналітичне дослідження) / упорядники О. О. Кот, А. Б. Гриняк, Л. В. Красицька. Одеса : Вид-во «Юридика», 2023. С. 148–152[13].
- Кримінально-правова характеристика корупційних та пов’язаних з корупцією кримінальних правопорушень (у схемах) : Навч. посіб. / Кузнецов В. В., Матюшенко О.І., Кузнецова Л. О., Чабанюк В.Д. За заг. ред. Р.А. Сербина. Київ : ФОП Кандиба Т.П., 2024.  118 с.

#### Хрестоматії

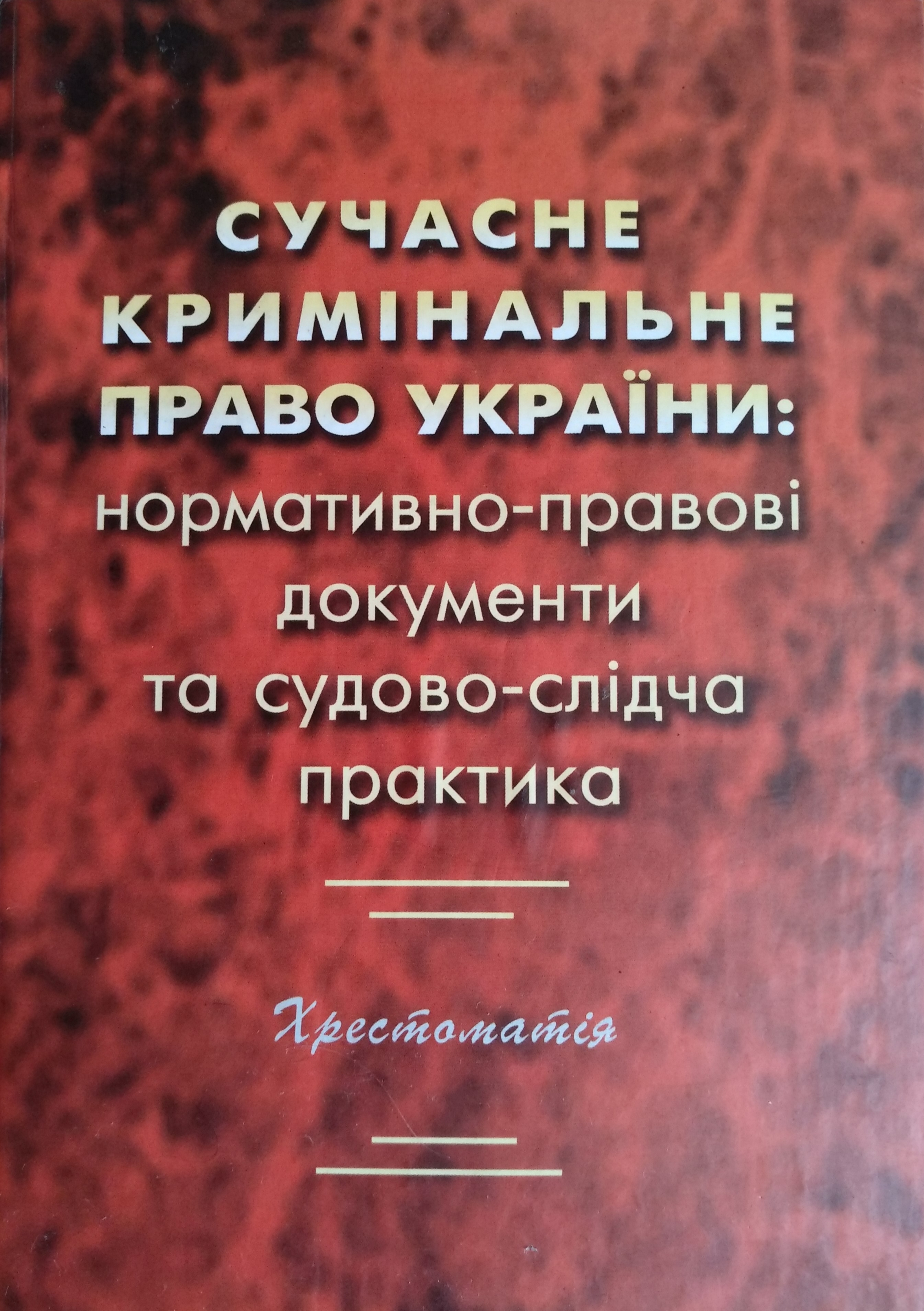
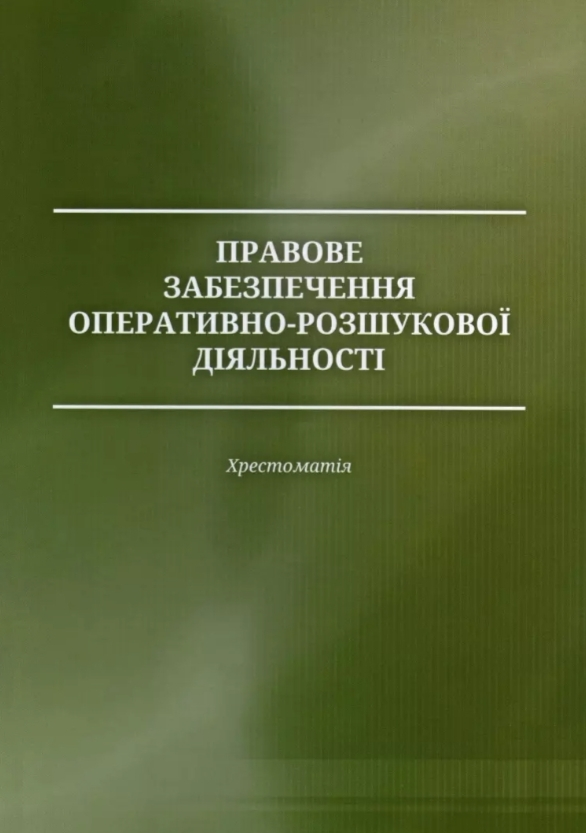
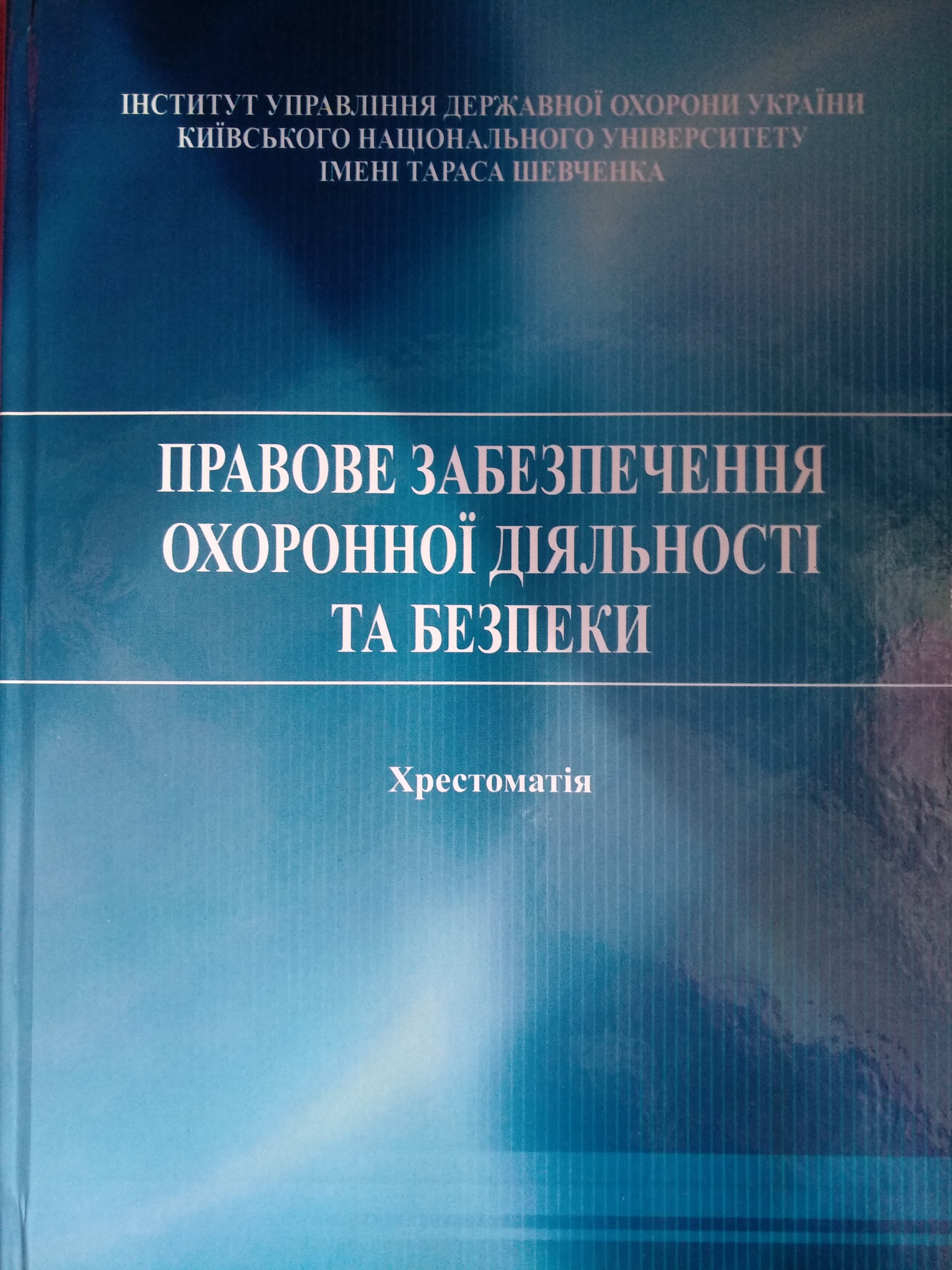
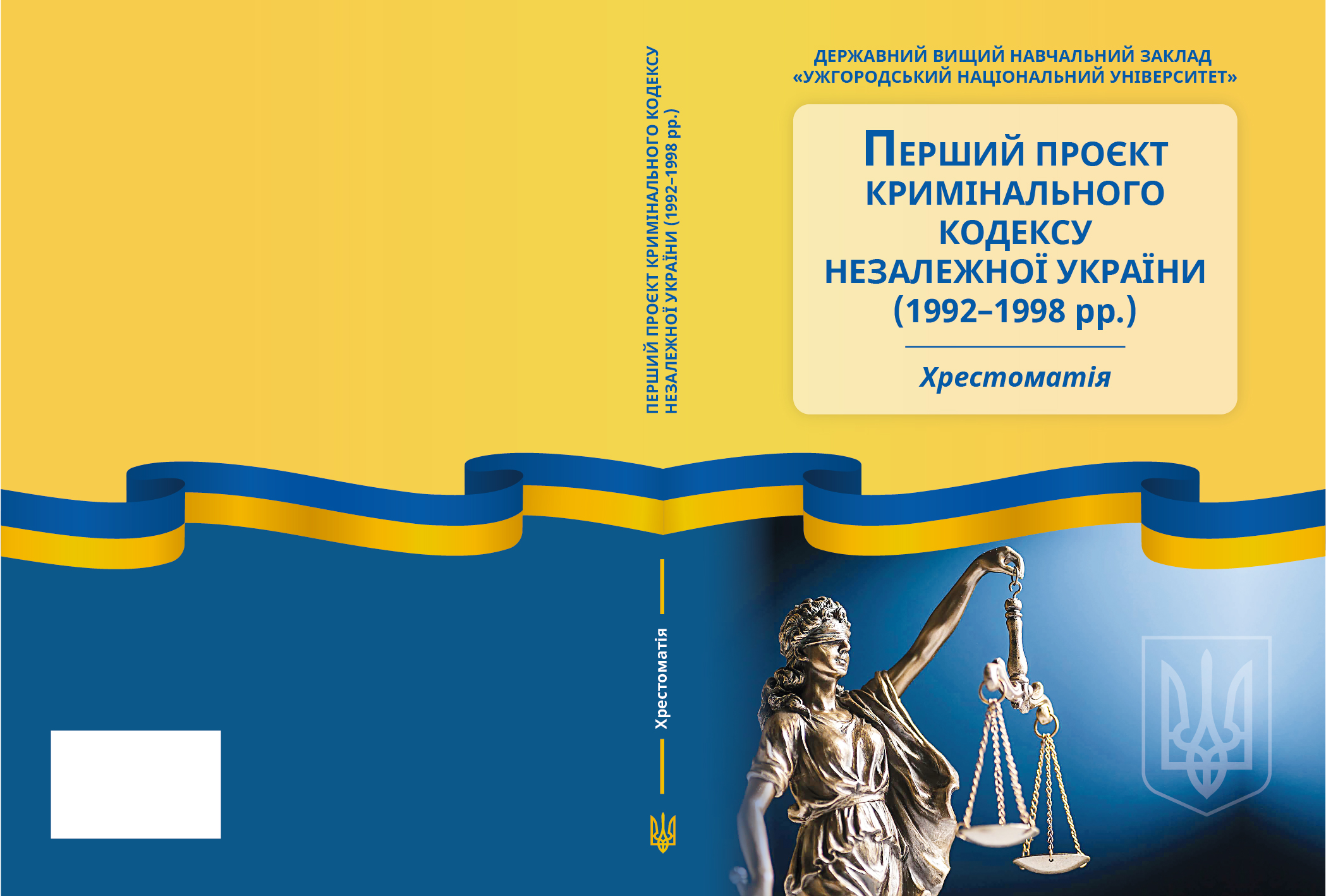

- Сучасне кримінальне право України: нормативно-правові документи та судово-слідча практика: Хрестоматія / [Упоряд. П. П. Андрушко, В. В. Кузнецов, А. В. Савченко та ін.]; За заг. ред. В. В. Кузнецова. Київ: Вид. ПАЛИВОДА А. В., 2005. 496 с.
- Правове забезпечення оперативно-розшукової діяльності : хрестоматія / укладачі: Сийплокі М.В., Ступник Я.В., Мацола А.А., Сийплокі С.М.; за заг. ред. В.В. Кузнецова. Ужгород : РІК-У, 2022. 660 с.[14]
- Перший проект Кримінального кодексу незалежної України (1992–1998 рр.) : хрестоматія / за заг. ред. В.В. Кузнецова; уклад.: Сийплокі М.В., Ступник Я.В., Нестерова І.А.; автор передмови Сийплокі М.В.; автор біографічного нарису Кузнецов В.В.  Ужгород : РІК-У, 2022. 428 с.[15]
- Правове забезпечення охоронної діяльності та безпеки: хрестоматія / укладачі: Чайковський В. А., Кузнецов В. В., Сийплокі М. В. ; за заг. ред. В. В. Гелетея.  Ужгород: ТОВ «ІВА», 2018. –  573 с.[16]

#### Наукові статті
- Vitalii Kuznetsov, Viktoria Babanina, Nelia Lisova, Inna Vartyletska. Protección de las relaciones crediticias en el derecho penal de Ucrania // URÍDICAS CUC, vol. 18 no. 1, Enero — Diciembre, 2022. — P. 85–108.[17]
- Кузнецов В. В. Принципи кримінально-правової охорони. Право України. № 2. 2017. С. 124–130.
- Кузнецов В. В. Удосконалення кримінально-правового регулювання відповідальності за злочини проти державного діяча. Питання боротьби зі злочинністю зб. наук. пр. / редкол. В. І. Борисов та ін.  Харків: Право, 2017. Вип. 33.  С. 23–31.
- Кузнецов В. В. Current Dimension of criminal and legal protection of cultural heritage objects: comparative and legal studies. International and integration problems. Scientific-analytical journal.  Baku.  2018.  № 3.  Р. 41– 58.
- Кузнецов В. В. Кримінально-правова охорона авторитету Управління державної охорони України: до постановки питання // Вісник кримінального судочинства.  Київ: Правова єдність, 2019. №. 4.  С. 79–88.
- Кузнецов В. В. Перспективи кримінально-правового регулювання постановлення суддею (суддями) завідомо неправосудного рішення. Порівняльно-аналітичне право. 2020. № 4. С. 722–729
- Кузнецов В.В. Удосконалення нормативно-правового забезпечення превентивної функції Управління державної охорони України. Юридичний науковий електронний журнал. 2021. № 6. С. 154–157.
- Кузнецов В. В. Підстави криміналізації публічної наруги над українською мовою . Порівняльно-аналітичне право. 2021. № 3. С. 163–167.
- Кузнецов В. В., Шармар О.М., Акімов М.О. Еволюція законодавства України про кримінальну відповідальність. Аналітичне-порівняльне правознавство. 2022. № 1. С. 265–269.
- Кузнецов В.В., Сийплокі М.В. Кримінальна відповідальність за колабораційну діяльність як новий виклик сьогодення. Науковий вісник Ужгородського Національного Університету, 2022. Вип. 70. Серія ПРАВО. С. 381–388.
- Кузнецов В.В., Сийплокі М.В. Правові аспекти легалізації обігу та застосування цивільними особами вогнепальної зброї для відсічі збройної агресії Російської Федерації. Krakowskie Studia Małopolskie. № 3. 2022. С. 102–121.
- Vitaliy Kuznetsov. Problems of criminalization of collaborationism.  Book of Abstracts. international conference: XXI century, new challenges and modern development tendencies of law, December 21-22, 2021. Baku State University. Baku, Azerbaijan 2021. Р. 100–101.
- Кузнецов В. В. Юридический анализ выполнения обязанности по защите Отечества (ст. 43-1 УК Украины). Cinayət hüququnun aktual problemləri (elmi məqalələr Məcmuəsi). ġ.T.Səmədovanın ümumi redaktəsi ilə. Bakı : Mütərcim, 2022. S. 316 –324.
- Кузнецов В.В., Сийплокі М.В. Новітні перспективи розвитку електронного судочинства при призначенні покарання. Науковий вісник Ужгородського національного Університету. 2022. Вип. 72. Частина 2. Серія ПРАВО. С. 114–120.
- Кузнецов В.В. Формування нормативно-правового забезпечення участі цивільних осіб у захисті України. Нове українське право. Київ : Київський регіональний центр Національної академії правових наук України, 2022. Вип. 4. С. 50–56.
- Кузнецов В.В. Правове забезпечення участі цивільних осіб у захисті України. Правова система України в умовах воєнного стану : збірник наукових праць / за загальною редакцією О. О. Кота, А. Б. Гриняка, Н.В. Міловської, М. М. Хоменка. Одеса : Видавничий дім «Гельветика», 2022. С. 452–484.
- Кузнецов В.В. Бойового імунітет: проблеми нормативного закріплення та реалізації. Нове українське право. 2023. Вип. 2. С. 146–153.
- Кузнецов В.В. Умови реалізації бойового імунітету. Нове українське право. 2023. Вип. 3. С. 147–154.
- Кузнецов В.В. Проблеми нормативно-правового забезпечення участі цивільних осіб у захисті України. Нове українське право. 2023. Вип. 1. С. 105–111.
- Кузнецов В. В., Сийплокі М.В., Нестерова І.А. Злочини проти основ національної безпеки України: нові виклики сьогодення. Аналітичне-порівняльне правознавство. 2023. № 1. С. 483–489

## Зареєстровані об'єкти інтелектуальної власності

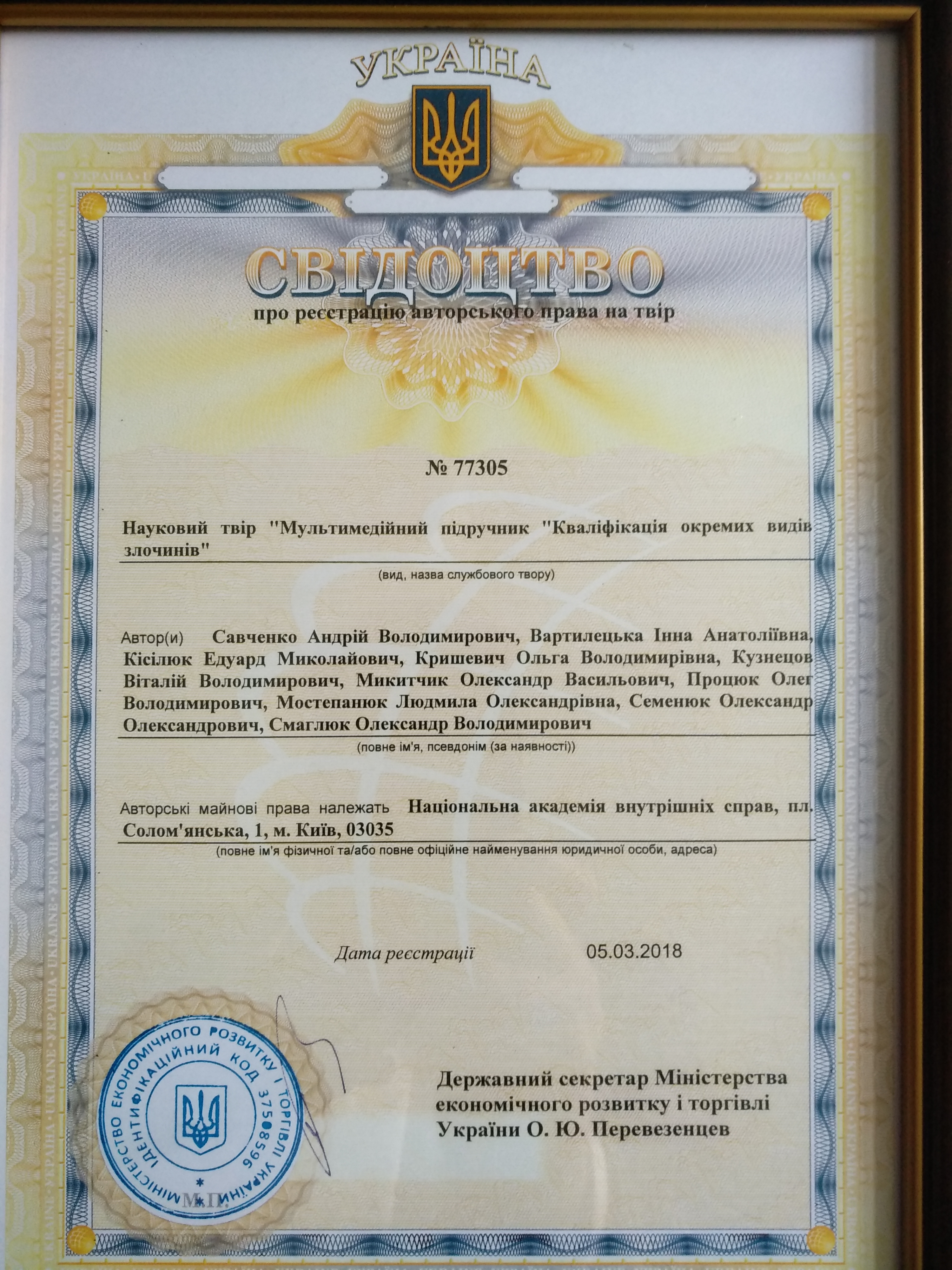
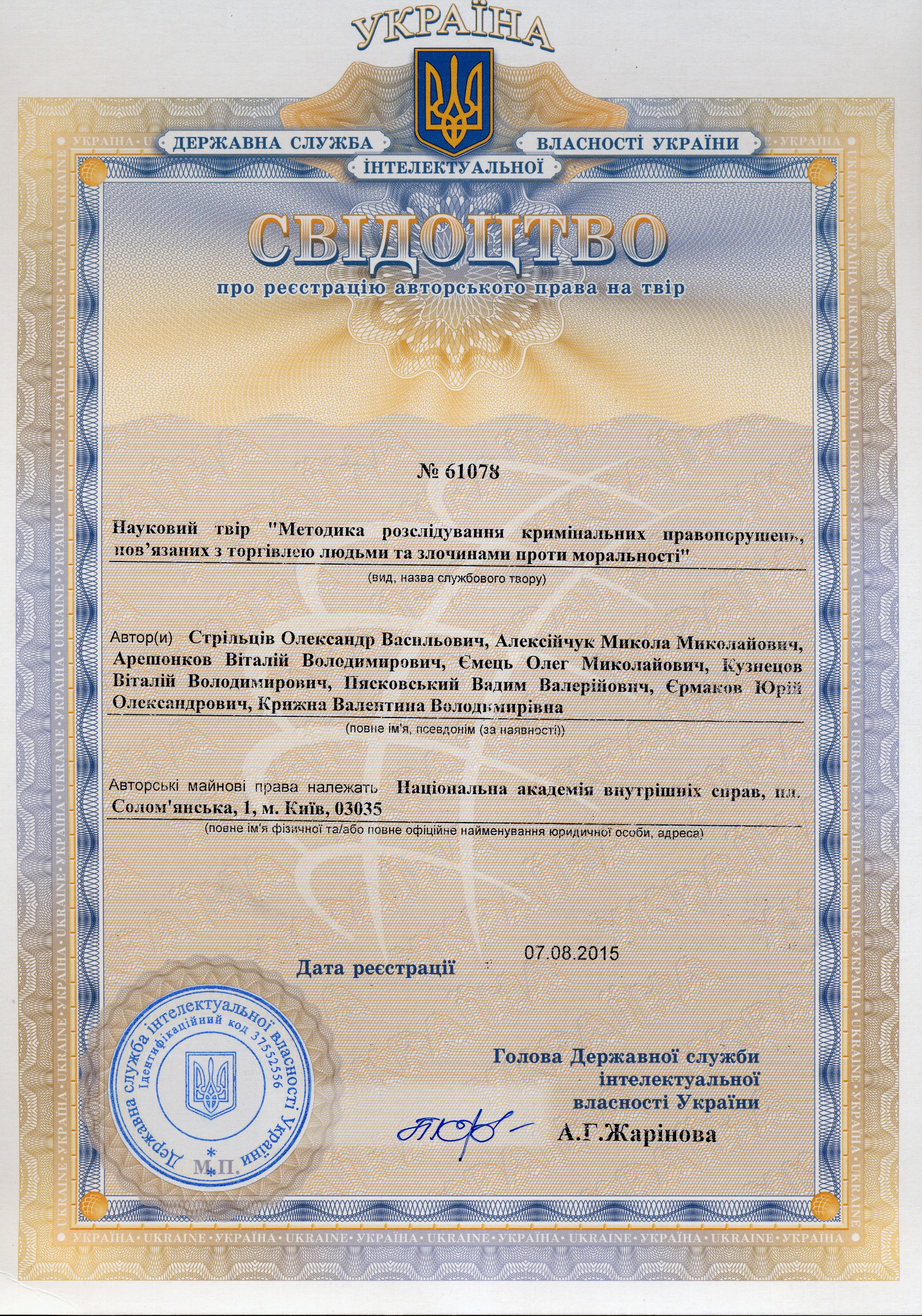

Результатом творчої діяльності В. В. Кузнецова є також 5 об'єктів права інтелектуальної власності, серед яких:
- Свідоцтво про реєстрацію авторського права на твір № 45706 Україна, ДІСВ. Програмний продукт "Мультимедійний навчальний посібник «Кримінальне право. Загальна частина» / дата реєстрації 20.09.2012;
- Свідоцтво про реєстрацію авторського права на твір № 46225 Україна, ДІСВ. Програмний продукт "Мультимедійний навчальний посібник «Кримінальне право. Особлива частина» / дата реєстрації 02.11.2012;
- Свідоцтво про реєстрацію авторського права на твір № 51175 Україна, ДІСВ. Програмний продукт "Мультимедійний навчальний посібник «Теорія кваліфікації злочинів», дата реєстрації 09.09.2013;
- Свідоцтво про реєстрацію авторського права на твір № 61078 Україна, ДІСВ. Програмний продукт  "Методика розслідування кримінальних правопорушень, пов'язаних з торгівлею людини та злочинами проти моральності», дата реєстрації 07.08.2015;
- Свідоцтво про реєстрацію авторського права на твір № 77305 Україна, ДІСВ. Програмний продукт  "Мультимедійний підручник «Кваліфікація окремих видів злочинів», дата реєстрації 05.03.2018.

## Публікації в енциклопедичних і довідкових виданнях

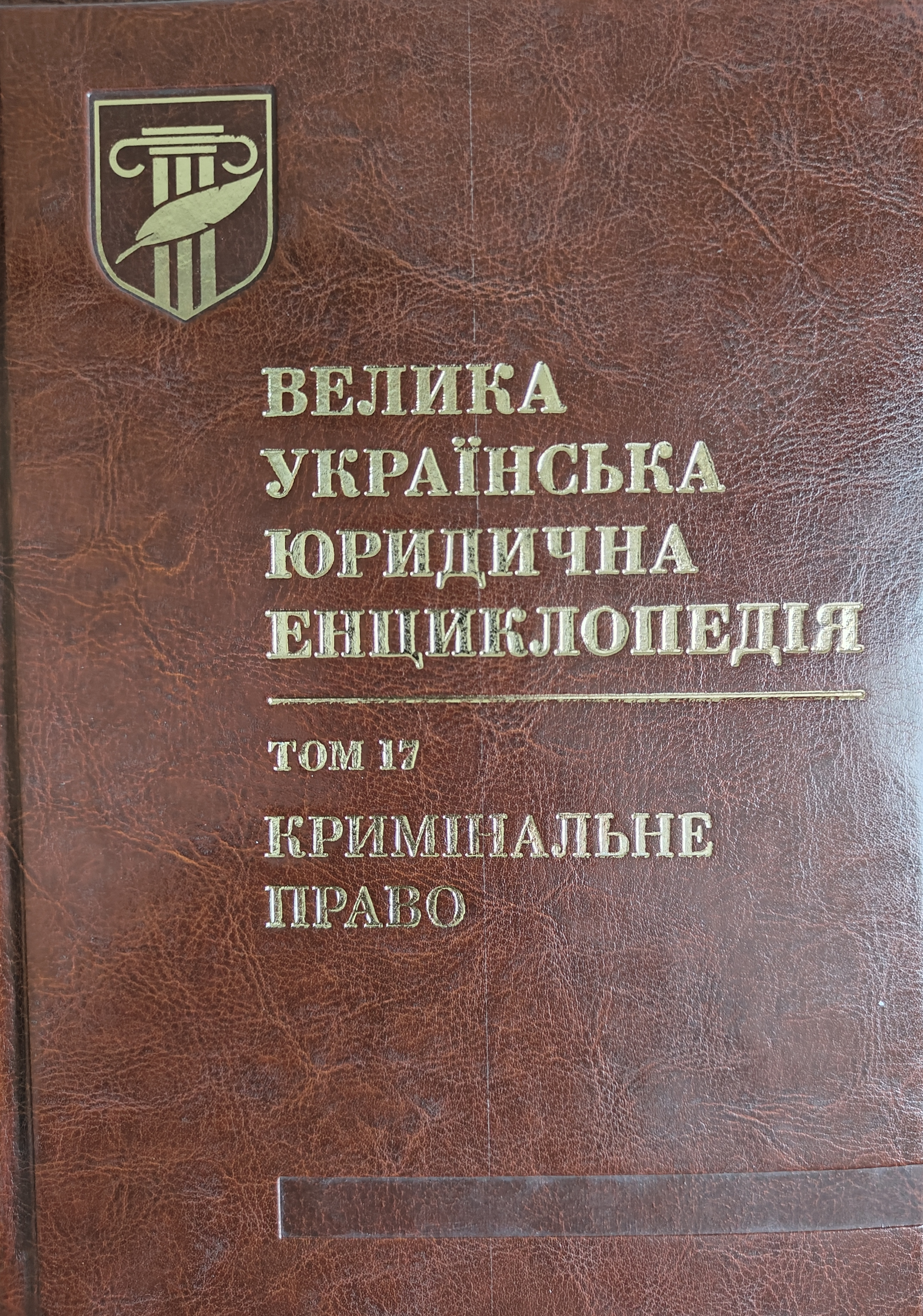
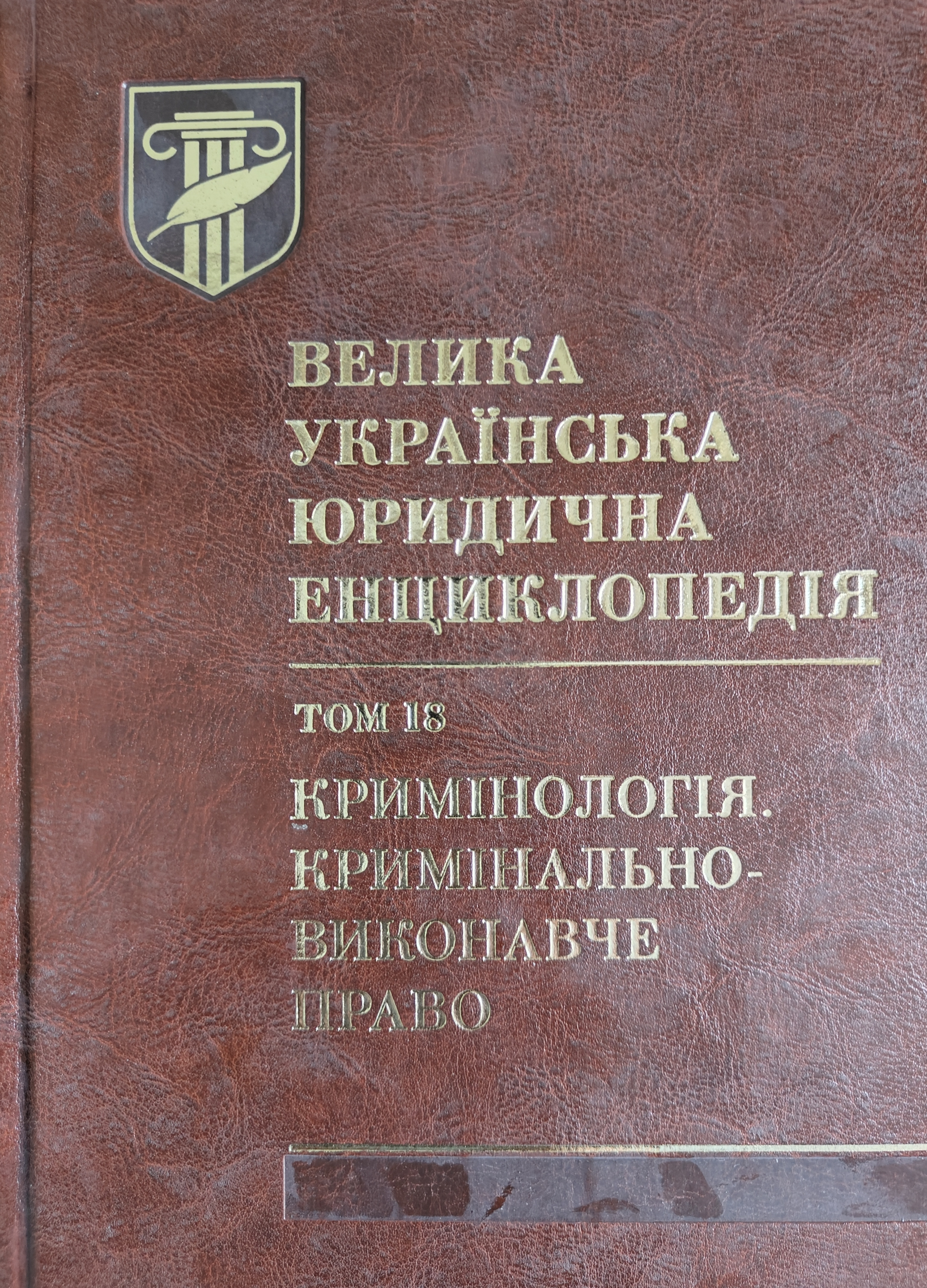

- Кузнецов В. В. Злочини проти моральності. Велика українська юридична енциклопедія. У 20-ти томах. Том 17. Кримінальне право. Харків : Право, 2017. С. 324 –327.
- Кузнецов В. В. Злочини проти громадського порядку та моральності. Велика українська юридична енциклопедія. У 20-ти томах. Том 17. Кримінальне право. Харків : Право, 2017. С. 304 –307.
- Кузнецов В. В. Грабіж. Велика українська юридична енциклопедія. У 20-ти томах. Том 17. Кримінальне право. Харків : Право, 2017. С. 124 –125.
- Кузнецов В. В. Групове порушення громадського порядку. Велика українська юридична енциклопедія. У 20-ти томах. Том 17. Кримінальне право. Харків : Право, 2017. С. 130 –132.
- Кузнецов В. В. Жорстоке поводження з тваринами. Велика українська юридична енциклопедія. У 20-ти томах. Том 17. Кримінальне право. Харків : Право, 2017. С. 304 –307.
- Кузнецов В. В. Крадіжка. Велика українська юридична енциклопедія. У 20-ти томах. Том 17. Кримінальне право. Харків : Право, 2017. С. 455 –457.
- Кузнецов В. В. Втягнення неповнолітніх у злочинну діяльність. Велика українська юридична енциклопедія. У 20-ти томах. Том 17. Кримінальне право. Харків : Право, 2017. С. 105 –108.
- Кузнецов В. В. Наруга над могилою, іншим місцем поховання або над тілом померлого. Велика українська юридична енциклопедія. У 20-ти томах. Том 17. Кримінальне право. Харків : Право, 2017. С. 532 –535.
- Кузнецов В. В. Масові заворушення. Велика українська юридична енциклопедія. У 20-ти томах. Том 17. Кримінальне право. Харків : Право, 2017. С. 500–503.
- Кузнецов В. В., Кузнецова Л.О. Хуліганство. Велика українська юридична енциклопедія. У 20-ти томах. Том 17. Кримінальне право. Харків : Право, 2017. С. 1016 –1017.
- Кузнецов В. В. Кримінальний проступок. Велика українська юридична енциклопедія. У 20-ти томах. Том 18. Кримінологія. Кримінально-виконавчої право. Харків : Право, 2019.  С. 232–234.
- Пам'ятка військовослужбовця Управління державної охорони України: [довідник] / Чайковський В.А., Кузнецов В.В., Микитюк М.А., Гребенюк М.О. та ін. За заг. ред. Дахновського В. А. — К. : Інститут УДО України. — 2017. — 70 с.
- Пам'ятка зі спілкування військовослужбовця Управління державної охорони України з представниками ЗМІ / Кузнецов В. В., Гребенюк М. О., Левенець О. А., Шаран О. В. — К. : Інститут УДО України. — 2021. — 40 с.

## Основні напрямки наукового пошуку
- Є одним із засновників важливих напрямків кримінально-правової науки, таких як кримінальна-правова охорона громадського порядку та моральності, кримінальна відповідальність за злочини у сфері охоронної діяльності та державної охорони.
- Проблеми кримінального права та кримінології, зокрема: кримінальна відповідальність за статеві злочини, кримінальна-правова охорона громадського порядку та моральності, злочини проти основ національної безпеки України, злочини проти власності, відповідальність за корупційні злочини, злочини у сфері охоронної діяльності,проблеми реалізації бойового імунітету, правое регулювання виконання обов’язку щодо захисту Вітчизни, незалежності та територіальної цілісності України, правове забезпечення охоронної діяльності та безпеки.
- Проблеми нормативно-правового забезпечення участі цивільних осіб у захисті України.
- Проблеми національної безпеки.
- Проблеми правового регулювання охоронної діяльності та державної охорони.

## Наукові школи
Підготував за спеціальністю 12.00.08 – кримінальне право; кримінологія; кримінальне виконавче право (081 «Право»)
докторів юридичних наук:
- Кирбят’єв О.О. «Теоретичні та практичні засади кримінально-правової охорони професійної діяльності працівників правоохоронних органів» (2018).
- Сийплокі М. В. «Кримінально-правовий захист охоронної діяльності в Україні» (2020 р.);

кандидатів юридичних наук:
- Сийплокі М. В. «Кримінально-правова характеристика притягнення завідомо невинного до кримінальної відповідальності» (2009 р.);
- Головко І. А. «Кримінальна відповідальність за жорстоке поводження з тваринами» (2010);
- Семчук Н. О. «Кримінально-правовий захист моральності неповнолітніх: порівняльно-правове дослідження» (2015 р.);
- Ткаченко І. М. «Кримінальна відповідальність за незаконні дії з творами, що пропагують культ насильства і жорстокості, расову, національну чи релігійну нетерпимість та дискримінацію» (2015 р.).

## Спортивні досягнення
Має перший спортивний розряд з шахів. Призер шахових змагань на першість НАВС, КНУ імені Тараса Шевченка, УДО України.

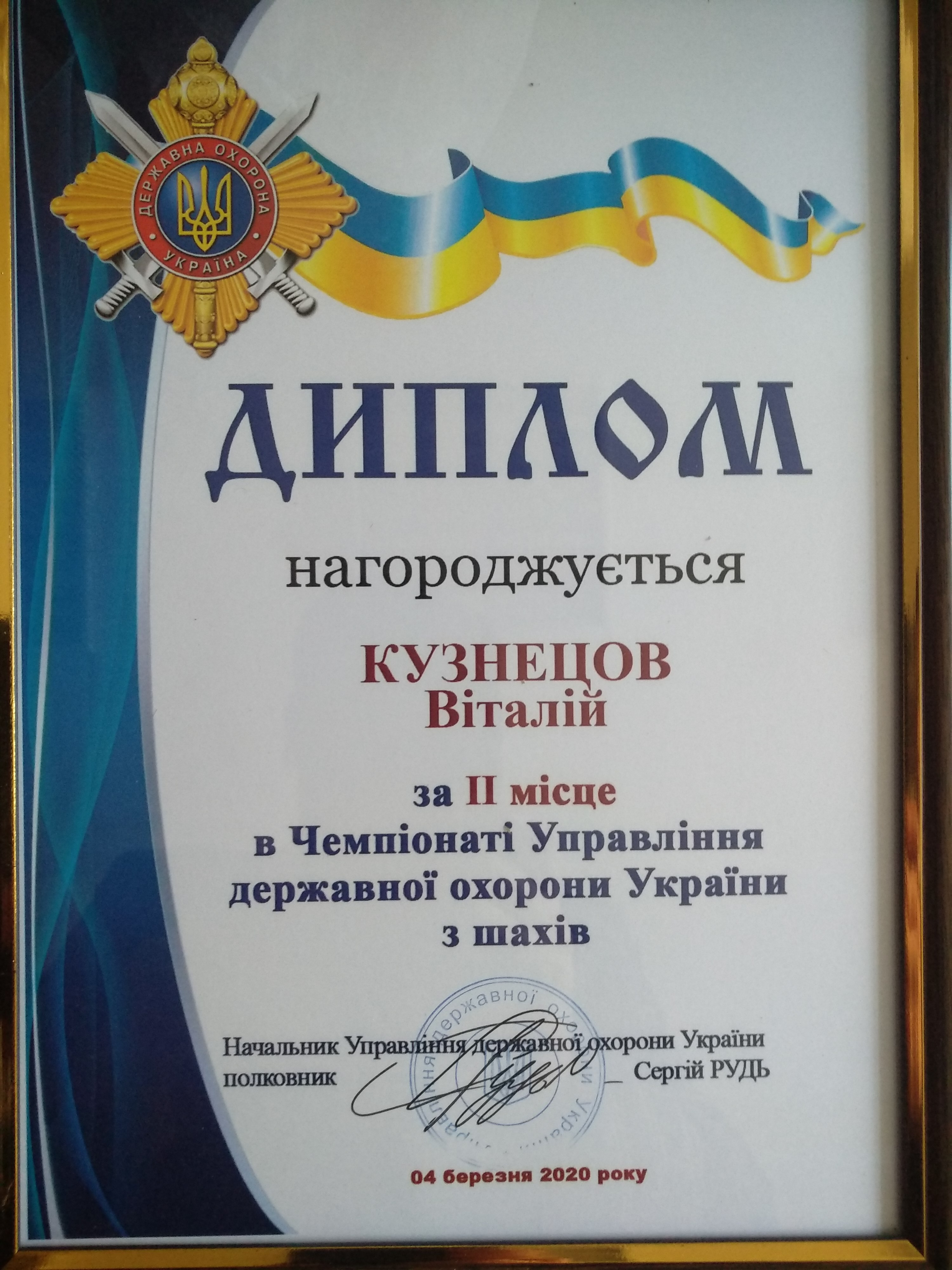

## Нагороди

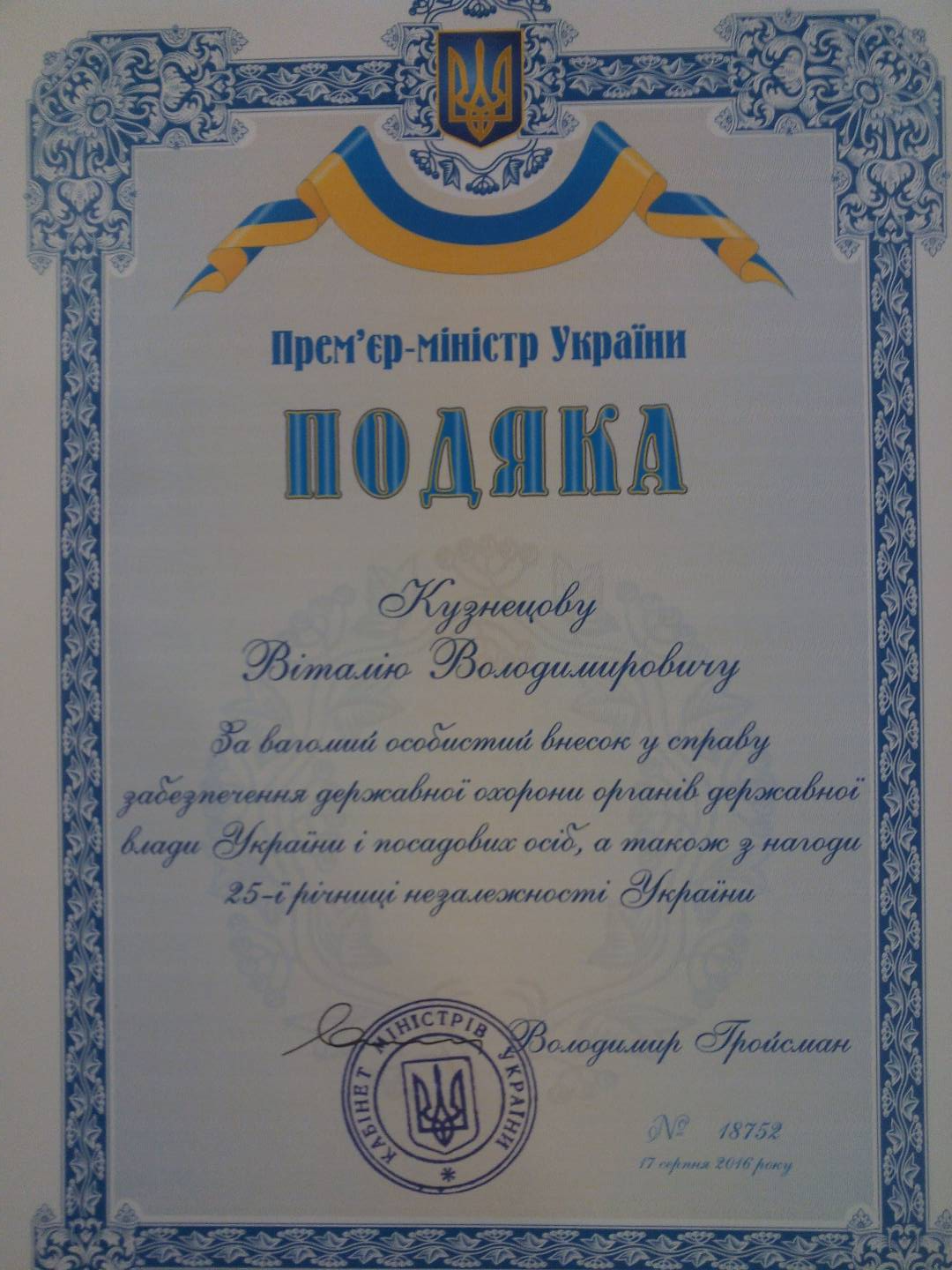

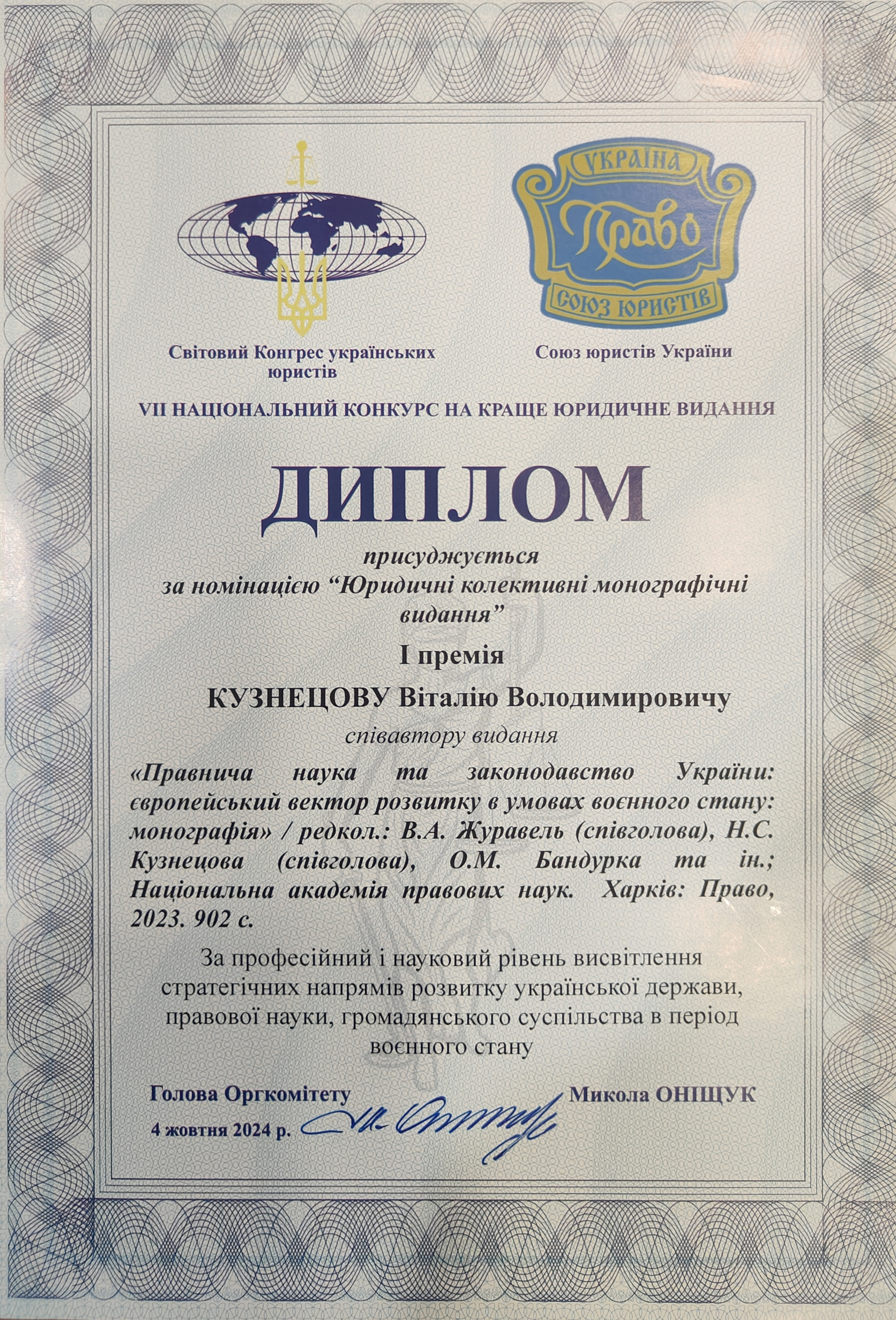

- Подяка Президента України (1994, 1996).
- Подяка Прем'єр-Міністра України (2016).
- Подяка МВС України (2001, 2003, 2006).
- Почесна грамота МВС України (2008).
- Подяка УДО України (2017).
- Відомча заохочувальна відзнака УДО України — нагрудний знак «За особливі заслуги» (2016).
- Лауреат Премії академіка П. П. Михайленка (2010).
- Медаль МВС України «10 років МВС України» (2002).
- Нагрудний знак «Пам'ятна медаль НАВСУ» (2005).
- Відзнаки МВС України - медаль «За сумлінну службу» ll і lll ступенів (2003, 2008).
- Відзнака МВС України - нагрудний знак «За відзнаку в службі» ll ступеню (2010).
- Занесений на Дошку Пошани НАВС (2011).
- Відзнака медаль МВС України «20 років МВС України» (2013).